# Достояние республики (телепрограмма)
«ДОстоя́ние РЕспу́блики» — музыкальная телепрограмма, выходившая на «Первом канале» с 6 сентября 2009 по 25 сентября 2016 года и снова будет выходить с 2025 года. Передача строится вокруг нескольких популярных российских и советских песен, из которых участникам шоу и телезрителям предлагается выбрать наиболее понравившиеся. Ведущими программы ранее являлись Юрий Николаев и Дмитрий Шепелев.

## Формат

### Первый сезон
Каждый выпуск начинался с исполнения ведущими первого куплета аранжированной песни из репертуара Эдуарда Хиля «Ходит песенка по кругу» (Михаил Танич и Игорь Шаферан — Оскар Фельцман).
В каждом выпуске было представлено отдельное десятилетие (начиная с 30-х годов) или уникальная тема или жанр песен (например, городской романс или военные песни). После прослушивания песен члены жюри — представители старшего и молодого поколений (причём последние зачастую даже не слышали о многих шлягерах, звучавших в программе) — их оценивали, и три, набравшие наибольшее число баллов, проходили в финал. Ещё одну песню для финала выбирали телезрители через SMS-голосование.
В конце передачи обычно звучал популярный зарубежный шлягер в исполнении зарубежных или российских исполнителей.
30 мая 2010 года был объявлен победитель проекта: песня «Есть только миг» из к/ф «Земля Санникова» поэта Леонида Дербенёва и композитора Александра Зацепина, в исполнении Олега Анофриева.

### Последующие сезоны
Во втором сезоне формат программы изменился. Теперь темой каждого выпуска являлось не десятилетие, а конкретный автор песен (чаще, композитор). Вместо молодого и старшего жюри приглашались гости, знакомые с исполнителем, и сектор прессы, в который входили журналисты, молодые поэты и так далее. По окончании вечера из исполненных песен выбиралась голосованием самая «любимая». В конце сезона составлялся гала-концерт из песен-победителей выпусков, по окончании которого объявлялась песня-победитель сезона. Кроме того, с этого сезона по аналогии с музыкальным конкурсом «Две звезды», который заменила эта программа, песни теперь сопровождались текстом на экране, окрашивавшемся по мере исполнения строк. Текст песен иностранного происхождения был представлен в виде транскрипции. С третьего сезона новый формат не менялся, однако выпуски были посвящены не только композиторам, но также исполнителям и поэтам.
Второй сезон выиграла песня «Мелодия» поэта Николая Добронравова и композитора Александры Пахмутовой, в исполнении Николая Носкова. В третьем сезоне победила «Синяя вечность» из репертуара Муслима Магомаева в исполнении Тамары Гвердцители. В четвёртом сезоне победителем стала песня «День Победы» из репертуара Льва Лещенко в его же исполнении. В дальнейшем победитель не выявлялся.

## Время выхода в эфир
- С 6 сентября 2009 по 30 мая 2010 года — по воскресеньям[25] в 17:40/18:40/19:10 (первый сезон)
- С 22 октября 2010 по 31 августа 2012 года — по пятницам[26] в 21:30 (второй и третий сезоны)
- С 16 сентября 2012 по 17 августа 2014 года — по воскресеньям в 18:45/18:50/19:00 (четвёртый сезон) и в 22:00 (пятый сезон)
- С 12 сентября 2015 по 25 сентября 2016 года — по субботам в 19:00/19:10 (шестой сезон)

## Закрытие
В телесезоне 2014—2015 годов новые выпуски программы в эфир не выходили, транслировались лишь повторы, в том числе и под шапкой «Коллекция Первого канала». В 2015 году производство программы возобновилось, а спустя год передача окончательно закрылась.
В настоящее время в эфире «Первого канала» иногда транслируются повторы выпусков в день юбилея артистов, принимавших участие в программе в разное время.
По словам Юрия Аксюты, проект был закрыт по следующей причине:

…во-первых, мы всех гостей, которых мы хотели пригласить за это время, мы уже пригласили, и теперь достоянием республики можно делать только молодых артистов. Для этого существуют другие форматы. Уже это не так интересно, когда было 10 песен Максима Дунаевского.

## Возобновление
В мае 2025 года, спустя 9 лет после закрытия программы, «Первый канал» сообщил о возобновлении съёмок. Ведущими нового сезона стали Валдис Пельш и Валя Карнавал. Первыми героями обновлённой программы станут Дима Билан, Полина Гагарина, Сергей Шнуров и Елена Ваенга.

## Первый сезон

### 1-й выпуск (6 сентября 2009): 60-е (часть 1)
Жюри:
- Молодое крыло: Александр Олешко, Марк Тишман, Алексей Ягудин, Илья Буц, Виктория Лопырёва, Маша Цигаль, Владимир Широков, Дмитрий Авдеенко, Антон Комолов, Ольга Шелест, Тутта Ларсен, Евгений Писарев.
- Старшее крыло: Николай Дроздов, Ирина Мирошниченко, Дарья Донцова, Александр Анатольевич, Михаил Марфин, Фёдор Чеханков, Лариса Рубальская, Борис Левин, Светлана Безродная, Любовь Воропаева, Евгений Меньшов, Владимир Ковалёнок.

| №  | Название                            | Год  | Исполнитель на проекте       | Автор слов                               | Автор музыки         |
| -- | ----------------------------------- | ---- | ---------------------------- | ---------------------------------------- | -------------------- |
| 1  | Наш сосед                           | 1967 | Эдита Пьеха                  | Борис Потёмкин                           | Борис Потёмкин       |
| 2  | Московские окна                     | 1961 | Лариса Долина и Игорь Бутман | Михаил Матусовский                       | Тихон Хренников      |
| 3  | Как провожают пароходы              | 1963 | Валерий Сюткин               | Константин Ваншенкин                     | Аркадий Островский   |
| 4  | Палуба                              | 1962 | Олег Анофриев                | Геннадий Шпаликов                        | Юрий Левитин         |
| 5  | Главное, ребята, сердцем не стареть | 1963 | Группа «Uma2rmaH»            | Сергей Гребенников и Николай Добронравов | Александра Пахмутова |
| 6  | А у нас во дворе                    | 1962 | Иосиф Кобзон                 | Лев Ошанин                               | Аркадий Островский   |
| 7  | Я тебя подожду                      | 1963 | Зара                         | Лев Ошанин                               | Аркадий Островский   |
| 8  | Последняя электричка                | 1968 | Михаил Ножкин                | Михаил Ножкин                            | Давид Тухманов       |
| 9  | Песенка о медведях                  | 1966 | Аида Ведищева                | Леонид Дербенёв                          | Александр Зацепин    |
| 10 | Песня про зайцев                    | 1966 | Александр Ревва              | Леонид Дербенёв                          | Александр Зацепин    |
| 11 | Любовь-кольцо                       | 1966 | Нина Бродская                | Михаил Танич                             | Ян Френкель          |
| 12 | Нежность                            | 1965 | Тамара Гвердцители           | Сергей Гребенников и Николай Добронравов | Александра Пахмутова |
| 13 | Лада                                | 1966 | Вадим Мулерман               | Михаил Пляцковский                       | Владимир Шаинский    |
| 14 | Добрый вечер                        | 1964 | Лариса Мондрус               | Александр Галич и Борис Ласкин           | Анатолий Лепин       |
| 15 | Королева красоты                    | 1964 | Группа «Несчастный Случай»   | Анатолий Горохов                         | Арно Бабаджанян      |

Бонус: Робертино Лоретти с песней «Ямайка»
В финал прошли:
- Нежность
- Королева красоты
- Песня про зайцев
- Наш сосед (СМС-голосованием)

### 2-й выпуск (20 сентября 2009): 70-е (часть 1)
Жюри:
- Молодое крыло: Александр Олешко, Марк Тишман, Алексей Ягудин, Илья Буц, Виктория Лопырёва, Маша Цигаль, Ровшан Аскеров, Антон Комолов, Дмитрий Борисов, Артём Михалков, Денис Привалов, Зара.
- Старшее крыло: Николай Дроздов, Ирина Мирошниченко, Дарья Донцова, Фёдор Чеханков, Евгений Меньшов, Николай Гнатюк, Виктор Гусев, Левон Оганезов, Лидия Козлова, Андрей Максимков, Михаил Хлебородов, Александр Ворошило.

| №  | Название                               | Год  | Исполнитель на проекте                                                              | Автор слов            | Автор музыки         |
| -- | -------------------------------------- | ---- | ----------------------------------------------------------------------------------- | --------------------- | -------------------- |
| 1  | Мой адрес — Советский Союз             | 1973 | Гарик Мартиросян, Дмитрий Маликов, Батырхан Шукенов и Сосо Павлиашвили              | Владимир Харитонов    | Давид Тухманов       |
| 2  | Стою на полустаночке                   | 1971 | Валентина Толкунова                                                                 | Михаил Анчаров        | Илья Катаев          |
| 3  | Увезу тебя я в тундру                  | 1971 | Группа «Дискотека „Авария“»                                                         | Михаил Пляцковский    | Марк Фрадкин         |
| 4  | Эхо любви                              | 1977 | Александр Маршал и запись исполнения песни Анной Герман                             | Роберт Рождественский | Евгений Птичкин      |
| 5  | Ищу тебя                               | 1978 | Татьяна Анциферова и Виктория Дайнеко                                               | Леонид Дербенёв       | Александр Зацепин    |
| 6  | Любовь, комсомол и весна               | 1978 | Группа «Республика»                                                                 | Николай Добронравов   | Александра Пахмутова |
| 7  | Яростный стройотряд                    | 1976 | Группа «Республика»                                                                 | Николай Добронравов   | Александра Пахмутова |
| 8  | И вновь продолжается бой               | 1974 | Группа «Республика»                                                                 | Николай Добронравов   | Александра Пахмутова |
| 9  | Снег кружится                          | 1979 | ВИА «Пламя 2000»                                                                    | Лидия Козлова         | Сергей Березин       |
| 10 | Песня о далёкой родине (Где-то далеко) | 1973 | Игорь Харламов                                                                      | Роберт Рождественский | Микаэл Таривердиев   |
| 11 | Малиновка                              | 1979 | Ядвига Поплавская и Александр Тиханович                                             | Анатолий Поперечный   | Эдуард Ханок         |
| 12 | У природы нет плохой погоды            | 1977 | Группа «А’Студио»                                                                   | Эльдар Рязанов        | Андрей Петров        |
| 13 | Куда уходит детство                    | 1977 | Дмитрий Харатьян, Дмитрий Иосифов, Владимир Торсуев, Юрий Торсуев и Дарья Михайлова | Леонид Дербенёв       | Александр Зацепин    |
| 14 | Зима                                   | 1971 | Группа «Фабрика»                                                                    | Сергей Островой       | Эдуард Ханок         |
| 15 | Беловежская пуща                       | 1975 | ВИА «Песняры»                                                                       | Николай Добронравов   | Александра Пахмутова |
| 16 | Не отрекаются любя                     | 1977 | Татьяна Буланова                                                                    | Вероника Тушнова      | Марк Минков          |
| 17 | Песенка про меня (Так же, как все)     | 1977 | Жасмин                                                                              | Леонид Дербенёв       | Александр Зацепин    |
| 18 | Арлекино                               | 1975 | Нонна Гришаева                                                                      | Борис Баркас          | Эмил Димитров        |
| 19 | Надежда                                | 1975 | Юрий Николаев и Дмитрий Шепелев                                                     | Николай Добронравов   | Александра Пахмутова |

Бонус: Группа «Несчастный случай» с песней «Генералы песчаных карьеров»
В финал прошли:
- Надежда
- Куда уходит детство
- Беловежская пуща
- Эхо любви (СМС-голосованием)

### 3-й выпуск (4 октября 2009): 80-е (часть 1)
Жюри:
- Молодое крыло: Александр Олешко, Марк Тишман, Алексей Ягудин, Илья Буц, Ровшан Аскеров, Сати Казанова, Лёля Смолина, Анастасия Мыскина, Леонид Закошанский, Владимир Широков, Александр Головин, Павел Воля
- Старшее крыло: Николай Дроздов, Ирина Мирошниченко, Дарья Донцова, Фёдор Чеханков, Лидия Козлова, Борис Берман, Ильдар Жандарёв, Юрий Маликов, Виктор Салтыков, Евгений Писарев, Александр Анатольевич, Михаил Марфин

| №  | Название             | Год  | Исполнитель на проекте                  | Автор слов            | Автор музыки         |
| -- | -------------------- | ---- | --------------------------------------- | --------------------- | -------------------- |
| 1  | Учкудук              | 1980 | Группа «Ялла»                           | Юрий Энтин            | Фаррух Закиров       |
| 2  | Позвони мне, позвони | 1981 | Нонна Гришаева                          | Роберт Рождественский | Максим Дунаевский    |
| 3  | Вы шумите, берёзы    | 1984 | ВИА «Сябры»                             | Нил Гилевич           | Эдуард Ханок         |
| 4  | Белые розы           | 1987 | Юрий Шатунов                            | Сергей Кузнецов       | Сергей Кузнецов      |
| 5  | Было, но прошло      | 1988 | Таисия Повалий и Ани Лорак              | Михаил Шабров         | Владимир Матецкий    |
| 6  | Лаванда              | 1986 | Таисия Повалий и Ани Лорак              | Михаил Шабров         | Владимир Матецкий    |
| 7  | Хуторянка            | 1989 | Таисия Повалий и Ани Лорак              | Михаил Шабров         | Владимир Матецкий    |
| 8  | Край                 | 1980 | Таисия Повалий и Ани Лорак              | Николай Мозговой      | Николай Мозговой     |
| 9  | Двести лет           | 1982 | Вячеслав Малежик                        | Павел Хмара           | Вячеслав Малежик     |
| 10 | Вернисаж             | 1987 | Лайма Вайкуле и Илья Резник             | Илья Резник           | Раймонд Паулс        |
| 11 | Танец на барабане    | 1980 | Николай Гнатюк                          | Андрей Вознесенский   | Раймонд Паулс        |
| 12 | Миллион алых роз     | 1983 | Группа «Кватро»                         | Андрей Вознесенский   | Раймонд Паулс        |
| 13 | Маэстро              | 1980 | Группа «Кватро»                         | Илья Резник           | Раймонд Паулс        |
| 14 | Без меня             | 1985 | Группа «Кватро»                         | Илья Резник           | Раймонд Паулс        |
| 15 | До свидания, Москва  | 1980 | Татьяна Анциферова и Лев Лещенко        | Николай Добронравов   | Александра Пахмутова |
| 16 | Комарово             | 1985 | Игорь Скляр                             | Михаил Танич          | Игорь Николаев       |
| 17 | Завируха             | 1982 | Ядвига Поплавская и Александр Тиханович | Геннадий Буравкин     | Эдуард Ханок         |
| 18 | Ягода-малина         | 1987 | Валентина Легкоступова и Ая             | Михаил Пляцковский    | Вячеслав Добрынин    |
| 19 | Мадонна              | 1987 | Александр Серов                         | Римма Казакова        | Игорь Крутой         |

Бонус: Лиз Митчелл с песней «Sunny»
В финал прошли:
- До свидания, Москва
- Миллион алых роз
- Позвони мне, позвони
- Белые розы (СМС-голосованием)

### 4-й выпуск (18 октября 2009): 70-е (часть 2)
Жюри:
- Молодое крыло: Марк Тишман, Алексей Ягудин, Илья Буц, Анастасия Мыскина, Владимир Широков, Зара, Ирина Тонева, Виктория Лопырёва, Эльчин Азизов, Юрий Смирнов, Александра Урсуляк, Сангаджи Тарбаев
- Старшее крыло: Николай Дроздов, Фёдор Чеханков, Александр Анатольевич, Михаил Марфин, Левон Оганезов, Александр Ворошило, Вячеслав Малежик, Андрей Максимков, Сергей Шустицкий, Екатерина Уфимцева, Евгений Меньшов, Лариса Рубальская

| №  | Название                     | Год  | Исполнитель на проекте          | Автор слов                                | Автор музыки         |
| -- | ---------------------------- | ---- | ------------------------------- | ----------------------------------------- | -------------------- |
| 1  | Соловьиная роща              | 1976 | Лев Лещенко                     | Анатолий Поперечный                       | Давид Тухманов       |
| 2  | Гляжу в озёра синие          | 1971 | Екатерина Шаврина               | Игорь Шаферан                             | Леонид Афанасьев     |
| 3  | Прощай                       | 1975 | Игорь Иванов и группа «Надежда» | Леонид Дербенёв                           | Вячеслав Добрынин    |
| 4  | Мелодия                      | 1973 | Ренат Ибрагимов                 | Николай Добронравов                       | Александра Пахмутова |
| 5  | Вологда                      | 1976 | ВИА «Песняры»                   | Михаил Матусовский                        | Борис Мокроусов      |
| 6  | Лесной олень                 | 1971 | Аида Ведищева                   | Юрий Энтин                                | Евгений Крылатов     |
| 7  | Яблони в цвету               | 1975 | Сергей Захаров                  | Илья Резник                               | Евгений Мартынов     |
| 8  | Есть только миг              | 1973 | Олег Анофриев                   | Леонид Дербенёв                           | Александр Зацепин    |
| 9  | Поговори со мною, мама       | 1974 | Валентина Толкунова             | Виктор Гин                                | Владимир Мигуля      |
| 10 | Листья жёлтые                | 1975 | Группа «Челси»                  | Янис Петерс (русский текст Игорь Шаферан) | Раймонд Паулс        |
| 11 | Звенит январская вьюга       | 1973 | Нина Бродская                   | Леонид Дербенёв                           | Александр Зацепин    |
| 12 | Как молоды мы были           | 1976 | Тамара Гвердцители              | Николай Добронравов                       | Александра Пахмутова |
| 13 | Когда цвели сады             | 1977 | Татьяна Буланова                | Михаил Рябинин                            | Владимир Шаинский    |
| 14 | Всё, что в жизни есть у меня | 1977 | ВИА «Самоцветы»                 | Леонид Дербенёв                           | Вячеслав Добрынин    |

Бонус: Риккардо Фольи с песней «Storie di Tutti i Giorni»
В финал прошли:
- Есть только миг
- Как молоды мы были
- Всё, что в жизни есть у меня
- Мелодия (СМС-голосованием)

### 5-й выпуск (1 ноября 2009): 40-е
Жюри:
- Молодое крыло: Алексей Ягудин, Ольга Шелест, Антон Комолов, Тутта Ларсен, Виктория Лопырёва, Сангаджи Тарбаев, Валерия Кораблёва, Антонина Шаповалова, Евгений Писарев, Роман Архипов, Виктор Васильев, DJ Smash
- Старшее крыло: Фёдор Чеханков, Александр Анатольевич, Михаил Марфин, Левон Оганезов, Евгений Меньшов, Екатерина Рождественская, Екатерина Семёнова, Юрий Лоза, Светлана Безродная, Михаил Марголис, Михаил Хлебородов, Дарья Донцова

| №  | Название                                   | Год  | Исполнитель на проекте                                    | Автор слов                        | Автор музыки           |
| -- | ------------------------------------------ | ---- | --------------------------------------------------------- | --------------------------------- | ---------------------- |
| 1  | Песня о Москве (Друга я никогда не забуду) | 1941 | Владимир Зельдин                                          | Виктор Гусев                      | Тихон Хренников        |
| 2  | Каким ты был                               | 1949 | Лолита Милявская                                          | Михаил Исаковский                 | Исаак Дунаевский       |
| 3  | Шаланды                                    | 1943 | Александр Олешко                                          | Владимир Агатов                   | Никита Богословский    |
| 4  | Три года ты мне снилась                    | 1946 | Людмила Гурченко \| Марк Бернес                           | Никита Богословский               | Алексей Фатьянов       |
| 5  | Весна идёт                                 | 1947 | Дмитрий Маликов и ансамбль «Непоседы»                     | Михаил Вольпин                    | Исаак Дунаевский       |
| 6  | Одинокая гармонь                           | 1946 | Кристина Орбакайте и Пётр Дранга                          | Михаил Исаковский                 | Борис Мокроусов        |
| 7  | Летят перелётные птицы                     | 1948 | Вилли Токарев                                             | Михаил Исаковский                 | Матвей Блантер         |
| 8  | В городском саду                           | 1947 | Валерия и духовой оркестр                                 | Алексей Фатьянов                  | Матвей Блантер         |
| 9  | Песня старого извозчика                    | 1941 | Александр Буйнов                                          | Ярослав Родионов                  | Никита Богословский    |
| 10 | Лучше нету того цвету                      | 1946 | Надежда Кадышева и ансамбль «Золотое кольцо»              | Михаил Исаковский                 | Матвей Блантер         |
| 11 | Мишка, Мишка, где твоя улыбка?             | 1947 | Ирина Мирошниченко                                        | Вениамин Нечаев                   | Георгий Титов          |
| 12 | Ой, цветёт калина                          | 1949 | Зинаида Кириенко                                          | Михаил Исаковский                 | Исаак Дунаевский       |
| 13 | Матросские ночи                            | 1947 | Группа «Чай Вдвоём»                                       | Соломон Фогельсон                 | Василий Соловьёв-Седой |
| 14 | Дорогие мои москвичи                       | 1947 | Дима Билан и группа «A’cappella ExpreSSS»                 | Владимир Масс и Михаил Червинский | Исаак Дунаевский       |
| 15 | Всё стало вокруг голубым и зелёным         | 1941 | Наталья Подольская, Владимир Пресняков и Елена Преснякова | Евгений Долматовский              | Юрий Милютин           |

Бонус: Тамара Гвердцители и Сосо Павлиашвили с песней «Bésame Mucho»
В финал прошли:
- Дорогие мои москвичи
- Ой, цветёт калина
- Шаланды
- Всё стало вокруг голубым и зелёным (СМС-голосованием)

### 6-й выпуск (29 ноября 2009): 90-е (часть 1)
Жюри:
- Молодое крыло: Тутта Ларсен, Илья Буц, Марк Тишман, Эльчин Азизов, Ровшан Аскеров, Алексей Ягудин, Анастасия Мыскина, DJ Smash, Кирилл Немоляев, Леонид Овруцкий, Виктория Дайнеко, Ольга Шелест
- Старшее крыло: Александр Анатольевич, Михаил Марфин, Евгений Меньшов, Екатерина Рождественская, Екатерина Уфимцева, Михаил Марголис, Дарья Донцова, Ирина Мирошниченко, Андрей Максимков, Георгий Гаранян, Андрей Дементьев, Николай Дроздов

| №  | Название                  | Год  | Исполнитель на проекте                       | Автор слов                     | Автор музыки                    |
| -- | ------------------------- | ---- | -------------------------------------------- | ------------------------------ | ------------------------------- |
| 1  | Никто — никогда           | 1993 | Алёна Свиридова и Игорь Верник               | Алёна Свиридова                | Алёна Свиридова                 |
| 2  | Крошка моя                | 1998 | Сергей Жуков                                 | Сергей Жуков и Алексей Потехин | Сергей Жуков и Алексей Потехин  |
| 3  | Погода в доме             | 1996 | Лариса Долина                                | Михаил Танич                   | Руслан Горобец                  |
| 4  | Слова, что ты не скажешь  | 1997 | Сергей Мазаев и Людмила Гурченко             | Марина Кретова                 | Дмитрий Аверкин                 |
| 5  | Бухгалтер                 | 1991 | Группа «Комбинация»                          | Алёна Апина                    | Виталий Окороков                |
| 6  | Комбат                    | 1995 | Группа «Любэ»                                | Александр Шаганов              | Игорь Матвиенко                 |
| 7  | Хару Мамбуру              | 1993 | Группа «Ногу Свело!»                         | Максим Покровский              | Максим Покровский               |
| 8  | Я за тебя молюсь          | 1990 | Лайма Вайкуле и группа «A'cappella ExpreSSS» | Илья Резник                    | Раймонд Паулс                   |
| 9  | Фаина                     | 1992 | Группа «На-На»                               | Михаил Рябинин                 | Андрей Потёмкин и Бари Алибасов |
| 10 | Пять минут                | 1997 | Николай Трубач                               | Николай Трубач                 | Николай Трубач и Ким Брейтбург  |
| 11 | Аргентина — Ямайка        | 1998 | Группа «ЧайФ»                                | Владимир Шахрин                | Владимир Шахрин                 |
| 12 | Стюардесса по имени Жанна | 1993 | Владимир Пресняков                           | Илья Резник                    | Владимир Пресняков              |

Бонус: Группа Londonbeat с песней «I’ve Been Thinking About You»
В финал прошли:
- Стюардесса по имени Жанна
- Комбат
- Хару Мамбуру
- Фаина (СМС-голосованием)

### 7-й выпуск (20 декабря 2009): городской романс
Жюри:
- Молодое крыло: Тутта Ларсен, Виктория Лопырёва, Евгений Писарев, Дмитрий Борисов, Илья Буц, Марк Тишман, Александр Олешко, Анна Снаткина, Светлана «Ая» Назаренко, Антон Сергеев, Игорь Шулинский, Пётр Дранга
- Старшее крыло: Александр Анатольевич, Михаил Марфин, Евгений Меньшов, Екатерина Рождественская, Екатерина Семёнова, Михаил Марголис, Дарья Донцова, Ирина Мирошниченко, Екатерина Уфимцева, Лидия Козлова, Андрей Максимков, Владимир Алейников

| №  | Название                                  | Год  | Исполнитель на проекте                                         | Автор слов                                           | Автор музыки                       |
| -- | ----------------------------------------- | ---- | -------------------------------------------------------------- | ---------------------------------------------------- | ---------------------------------- |
| 1  | Небоскрёбы, небоскрёбы                    | 1981 | Вилли Токарев                                                  | Вилли Токарев                                        | Вилли Токарев                      |
| 2  | Александра                                | 1979 | Сергей Никитин                                                 | Юрий Визбор и Дмитрий Сухарев                        | Сергей Никитин                     |
| 3  | Тот, кто раньше с нею был                 | 1962 | Александр Маршал                                               | Владимир Высоцкий                                    | Владимир Высоцкий                  |
| 4  | Соседка                                   | 1987 | Михаил Шуфутинский                                             | Олег Митяев                                          | Олег Митяев                        |
| 5  | Я готов целовать песок                    | 1986 | Владимир Маркин                                                | Марина Могилевская, Игорь Кобзев и Владимир Павлинов | Владимир Маркин и Эльбрус Черкезов |
| 6  | Поручик Голицын                           | 1961 | Михаил Звездинский                                             | Михаил Звездинский                                   | Михаил Звездинский                 |
| 7  | Бублички                                  | 1926 | Группа «Billy's Band»                                          | Яков Ядов                                            | неизвестный автор                  |
| 8  | У самовара я и моя Маша                   | 1931 | Группа «Billy's Band»                                          | Фанни Гордон                                         | Фанни Гордон                       |
| 9  | Конфетки-бараночки                        | 192? | Группа «Billy's Band»                                          | неизвестный автор                                    | неизвестный автор                  |
| 10 | Ваше благородие                           | 1969 | Анатолий Кузнецов при участии Юрий Клепалов и Евгений Клепалов | Булат Окуджава                                       | Исаак Шварц                        |
| 11 | Ах, мамочка                               | 1971 | Людмила Николаева и Ансамбль «Русская Душа»                    | Леонид Дербенёв                                      | Александр Флярковский              |
| 12 | Лето — это маленькая жизнь                | 1995 | Олег Митяев                                                    | Олег Митяев                                          | Олег Митяев                        |
| 13 | Радовать                                  | 1971 | Сосо Павлиашвили                                               | Михаил Танич                                         | Анатолий Днепров                   |
| 14 | Кабриолет                                 | 1992 | Любовь Успенская                                               | Илья Резник                                          | Гари Голд                          |
| 15 | Я куплю тебе дом… (Белый лебедь)          | 1993 | Группа «Лесоповал»                                             | Михаил Танич                                         | Сергей Коржуков                    |
| 16 | Ах, какая женщина!                        | 1995 | Вадим Казаченко                                                | Татьяна Назарова                                     | Анатолий Розанов                   |
| 17 | Москва (Да, теперь решено. Без возврата…) | 1994 | Группа «Монгол Шуудан»                                         | Сергей Есенин (1922)                                 | Валерий Скородед                   |
| 18 | Город Сочи                                | 2007 | Сергей Трофимов                                                | Сергей Трофимов                                      | Сергей Трофимов                    |

В финал прошли:
- Ваше благородие
- Александра
- Лето — это маленькая жизнь
- Город Сочи (СМС-голосованием)

### 8-й выпуск (31 января 2010): 60-е (часть 2)
Жюри:
- Молодое крыло: Эльчин Азизов, Алексей Ягудин, Артём Михалков, Юлия Лазарева, Роман Архипов, Тимур Родригез, Виктория Лопырёва, Владимир Широков, Наталья Еприкян, Мария Лемешева, Александр Олешко, Зара
- Старшее крыло: Александр Анатольевич, Ирина Мирошниченко, Екатерина Рождественская, Екатерина Уфимцева, Дарья Донцова, Георгий Гаранян[34], Николай Дроздов, Сергей Шустицкий, Алика Смехова, Борис Федотов, Светлана Безродная, Юрий Маликов

| №  | Название           | Год  | Исполнитель на проекте                            | Автор слов                       | Автор музыки         |
| -- | ------------------ | ---- | ------------------------------------------------- | -------------------------------- | -------------------- |
| 1  | Стоят девчонки     | 1967 | Мария Пахоменко и группа «Иванушки International» | Ким Рыжов                        | Александр Колкер     |
| 2  | Маленький принц    | 1969 | Валерия                                           | Николай Добронравов              | Микаэл Таривердиев   |
| 3  | Лучший город земли | 1964 | Марк Тишман                                       | Леонид Дербенёв                  | Арно Бабаджанян      |
| 4  | Русское поле       | 1968 | Сергей Мазаев                                     | Инна Гофф                        | Ян Френкель          |
| 5  | Позвони            | 1966 | Полад Бюль-Бюль Оглы                              | Онегин Гаджикасимов              | Полад Бюль-Бюль Оглы |
| 6  | Огромное небо      | 1968 | Эдита Пьеха                                       | Роберт Рождественский            | Оскар Фельцман       |
| 7  | Я шагаю по Москве  | 1963 | Артём Михалков                                    | Геннадий Шпаликов                | Андрей Петров        |
| 8  | Песня о друге      | 1962 | Александр Маршал                                  | Григорий Поженян                 | Андрей Петров        |
| 9  | Оранжевое небо     | 1964 | Ирма Сохадзе                                      | Аркадий Арканов и Григорий Горин | Константин Певзнер   |
| 10 | Восточная песня    | 1968 | Группа «Cool & Jazzy»                             | Онегин Гаджикасимов              | Давид Тухманов       |
| 11 | Помоги мне         | 1968 | Аида Ведищева                                     | Леонид Дербенёв                  | Александр Зацепин    |
| 12 | Пингвины           | 1964 | Группа «Инь-Ян»                                   | Анатолий Горохов                 | Виктор Купревич      |
| 13 | Вальс расставания  | 1966 | Александр Ф. Скляр                                | Константин Ваншенкин             | Ян Френкель          |
| 14 | Так уж бывает      | 1968 | Группа «Корни»                                    | Михаил Танич и Игорь Шаферан     | Ян Френкель          |
| 15 | Чёрный кот         | 1964 | Группа «Billy's Band»                             | Михаил Танич                     | Юрий Саульский       |

Бонус: Бисер Киров с песней «Дождь, дождь»
В финал прошли:
- Я шагаю по Москве
- Чёрный кот
- Помоги мне
- Русское поле (СМС-голосованием)

### 9-й выпуск (22 февраля 2010): 90-е (часть 2)
Этот выпуск вышел в понедельник, а не в воскресенье.
Жюри:
- Молодое крыло: Илья Буц, Марк Тишман, Александр Олешко, Мария Лемешева, Александр Головин, Алексей Воробьёв, Анастасия Осипова, Виктория Лопырёва, Дмитрий Борисов, Анна Снаткина, Андрей Шаров, Татьяна Геворкян
- Старшее крыло: Александр Анатольевич, Ирина Мирошниченко, Екатерина Рождественская, Дарья Донцова, Георгий Гаранян[34], Михаил Марфин, Евгений Меньшов, Лариса Рубальская, Бари Алибасов, Лидия Козлова, Фёдор Чеханков, Михаил Хлебородов

| №  | Название                           | Год  | Исполнитель на проекте          | Автор слов           | Автор музыки          |
| -- | ---------------------------------- | ---- | ------------------------------- | -------------------- | --------------------- |
| 1  | Тополиный пух                      | 1998 | Группа «Иванушки International» | Михаил Андреев       | Игорь Матвиенко       |
| 2  | Спи, мой мальчик                   | 1993 | Татьяна Буланова                | Сергей Патрушев      | Илья Духовный         |
| 3  | Девчонка-девчоночка                | 1991 | Алексей Воробьёв                | Александр Шаганов    | Игорь Матвиенко       |
| 4  | Офицеры                            | 1993 | Олег Газманов                   | Олег Газманов        | Олег Газманов         |
| 5  | Алмаз                              | 1997 | Алиса Мон                       | Алиса Мон            | Алиса Мон             |
| 6  | Как упоительны в России вечера     | 1998 | Группа «Белый Орёл»             | Виктор Пеленягрэ     | Александр Добронравов |
| 7  | Школьная пора                      | 1995 | Татьяна Овсиенко                | Константин Арсенев   | Игорь Зубков          |
| 8  | Оранжевый галстук                  | 1993 | Группа «Браво»                  | Валерий Сюткин       | Евгений Хавтан        |
| 9  | Любовь здесь больше не живёт       | 1994 | Влад Сташевский                 | Кирилл Крастошевский | Аркадий Укупник       |
| 10 | Свадебный марш одинокого холостяка | 1996 | Аркадий Укупник                 | Сергей Мудров        | Аркадий Укупник       |
| 11 | Сэра                               | 1994 | Сангаджи Тарбаев                | Константин Меладзе   | Константин Меладзе    |
| 12 | Аромат любви                       | 1997 | Лада Дэнс                       | Елена Небылова       | Олег Сорокин          |
| 13 | Улочки московские                  | 1996 | Группа «Любэ»                   | Александр Шаганов    | Игорь Матвиенко       |
| 14 | Единственная                       | 1996 | Руслан Алехно                   | Олег Газманов        | Олег Газманов         |
| 15 | Девочка-видение                    | 1996 | Максим Леонидов                 | Максим Леонидов      | Максим Леонидов       |

Бонус: Bosson с песней «One in a Million»
В финал прошли:
- Офицеры
- Девочка-видение
- Оранжевый галстук
- Как упоительны в России вечера (СМС-голосованием)

### Внеконкурсный выпуск на Восьмое Марта (8 марта 2010): лучшие песни о любви
Этот выпуск вышел в понедельник, 8-го марта, и песни прозвучавшие в нём были вне конкурса. Жюри было разделено на мужское и женское крылья. Голосование проводилось сразу и показывало, какие песни больше нравятся мужчинам, а какие — женщинам.
Жюри:
- Мужское крыло: Илья Буц, Александр Олешко, Марк Тишман, DJ Smash, Эльчин Азизов, Александр Анатольевич, Михаил Марфин, Сергей Шустицкий, Бари Алибасов, Юрий Лоза, Андрей Дементьев, Андрей Максимков
- Женское крыло: Виктория Лопырёва, Ольга Шелест, Ольга Красько, Сати Казанова, Лариса Рубальская, Екатерина Рождественская, Светлана «Ая» Назаренко, Екатерина Уфимцева, Дарья Донцова, Ирина Мирошниченко, Мария Лемешева, Светлана Безродная

| №  | Название                                                             | Исполнитель на проекте                                   | Автор слов                                                | Автор музыки                        |
| -- | -------------------------------------------------------------------- | -------------------------------------------------------- | --------------------------------------------------------- | ----------------------------------- |
| 1  | Часики                                                               | Валерия                                                  | Елена Стюф                                                | Виктор Дробыш                       |
| 2  | Скажите, девушки, подружке вашей…                                    | Николай Басков                                           | Энцо Фуско (русский текст Михаил Улицкий)                 | Родольфо Фальво                     |
| 3  | Белой акации гроздья душистые («Целую ночь соловей нам насвистывал») | Иосиф Кобзон                                             | Михаил Матусовский                                        | Вениамин Баснер                     |
| 4  | Piú che puoi                                                         | Дима Билан и Лариса Долина                               | Аделио Коглиати (русский текст Денис Привалов)            | Эрос Рамаццотти и Антонио Гальбьяти |
| 5  | Ты меня любишь                                                       | Александр Серов                                          | Римма Казакова                                            | Игорь Крутой                        |
| 6  | Будь со мной                                                         | Виктория Дайнеко                                         | Жанна Агузарова                                           | Евгений Хавтан                      |
| 7  | Une vie d’amour                                                      | Хор Турецкого                                            | Шарль Азнавур (русский текст Наталья Кончаловская)        | Жорж Гарваренц                      |
| 8  | Лёгкой джазовой походкой                                             | Лайма Вайкуле и группа «A’cappella ExpreSSS»             | Светлана Кулёмина                                         | Светлана Кулёмина                   |
| 9  | Представь себе                                                       | Сергей Лазарев                                           | Леонид Дербенёв                                           | Евгений Крылатов                    |
| 10 | На тот большак… («Песня о любви»)                                    | Надежда Бабкина                                          | Николай Доризо                                            | Марк Фрадкин                        |
| 11 | Что ты имела в виду?                                                 | Группа «Несчастный Случай»                               | Алексей Кортнев                                           | Сергей Чекрыжов и Алексей Кортнев   |
| 12 | Sway with me                                                         | Анжелика Варум                                           | Норман Гимбел (русский текст Илья Епищев)                 | Пабло Бельтран Руис                 |
| 13 | Ну почему ко мне ты равнодушна?                                      | Александр Олешко и Запись в исполнении Андреем Мироновым | Михаил Матусовский                                        | Владимир Шаинский                   |
| 14 | Проститься                                                           | Группа «Uma2rmaH»                                        | Владимир Кристовский                                      | Владимир Кристовский                |
| 15 | A toi                                                                | Леонид Агутин                                            | Пьер Деланоэ и Клод Лемель (русский текст Денис Привалов) | Джо Дассен и Жан Бодло              |

Бонус: Группа «The Platters» с песней «Only you». Также шоу-балет Street Jazz выступил с танцем под песню «I love you, baby».
В итоге две песни получили максимальное количество голосов от одного крыла: «На тот большак…» завоевала все женские голоса, «Ты меня любишь» — все мужские. Также, как заметил Михаил Марфин, песня «Ну почему ко мне ты равнодушна?» получила все мужские голоса кроме одного — голоса Олешко, который сидел на другом месте и не мог за неё проголосовать так как у него в тот момент не было пульта.

### 10-й выпуск (28 марта 2010): 30-е
Жюри:
- Молодое крыло: Татьяна Геворкян, Александр Олешко, Мария Лемешева, Надежда Ручка, Андрей Шаров, Виктория Лопырёва, Дмитрий Борисов, Ровшан Аскеров, Кирилл Немоляев, Эльчин Азизов, Дмитрий Хрусталёв, Денис Петров
- Старшее крыло: Михаил Марфин, Екатерина Рождественская, Лариса Рубальская, Александр Анатольевич, Ирина Мирошниченко, Дарья Донцова, Георгий Гаранян[34], Владимир Алейников, Михаил Марголис, Сергей Шустицкий, Андрей Разин, Сергей Беликов

| №  | Название                     | Год  | Исполнитель на проекте                                                             | Автор слов                          | Автор музыки       |
| -- | ---------------------------- | ---- | ---------------------------------------------------------------------------------- | ----------------------------------- | ------------------ |
| 1  | Широка страна моя родная     | 1936 | Эльчин Азизов, Сангаджи Тарбаев, Корнелия Манго, Интарс Бусулис и Алексей Воробьёв | Василий Лебедев-Кумач               | Исаак Дунаевский   |
| 2  | Шар голубой                  | 1934 | Елена Ваенга                                                                       | неизвестный автор                   | неизвестный автор  |
| 3  | Катюша                       | 1938 | Татьяна Буланова и хор имени Пятницкого                                            | Михаил Исаковский                   | Матвей Блантер     |
| 4  | Вам возвращая Ваш портрет…   | 1939 | Марк Тишман                                                                        | Николай Венгерский                  | Ефим Розенфельд    |
| 5  | Жил отважный капитан         | 1936 | Михаил Боярский                                                                    | Василий Лебедев-Кумач               | Исаак Дунаевский   |
| 6  | Не уходи, тебя я умоляю      | 1939 | Александр Ревва                                                                    | Елизавета Белогорская и Вадим Козин | Вадим Козин        |
| 7  | Марш весёлых ребят           | 1934 | Фёдор Чеханков и Максим Дунаевский и Хор МВД                                       | Василий Лебедев-Кумач               | Исаак Дунаевский   |
| 8  | Как много девушек хороших    | 1934 | Группа «Cool & Jazzy»                                                              | Василий Лебедев-Кумач               | Исаак Дунаевский   |
| 9  | Саша                         | 1930 | Ирина Апексимова                                                                   | Павел Герман                        | Борис Фомин        |
| 10 | Дружба                       | 1931 | Евгений Меньшов и Ольга Орлова                                                     | Андрей Шмульян                      | Владимир Сидоров   |
| 11 | Всё выше, и выше, и выше…    | 193? | Хор Турецкого                                                                      | Павел Герман                        | Юлий Хайт          |
| 12 | Нас утро встречает прохладой | 193? | Хор Турецкого                                                                      | Борис Корнилов                      | Дмитрий Шостакович |
| 13 | Марш энтузиастов             | 193? | Хор Турецкого                                                                      | Анатолий д’Актиль                   | Исаак Дунаевский   |
| 14 | Чёрные глаза                 | 1930 | Группа «Brainstorm»                                                                | Александр Парфильев                 | Оскар Строк        |
| 15 | Пароход                      | 1939 | Группа «Jukebox»                                                                   | Анатолий д’Актиль                   | Николай Минх       |
| 16 | Утомлённое солнце            | 1937 | Александр Ф. Скляр, Светлана Безродная и Вивальди-оркестр                          | Иосиф Альвек                        | Ежи Петербургский  |

Бонус: Тако Окерси с песней «Puttin' on the Ritz»
В финал прошли:
- Утомлённое солнце
- Катюша
- Широка страна моя родная
- Чёрные глаза (СМС-голосованием)

### 11-й выпуск (11 апреля 2010): 80-е (часть 2)
Жюри:
- Молодое крыло: Анастасия Мыскина, Александр Головин, Марк Тишман, Анна Нельсон, Ровшан Аскеров, Леонид Закошанский, Александра Савельева, Илья Буц, Семён Слепаков, Алексей Ягудин, Рита Митрофанова, Александр Александрович Масляков.
- Старшее крыло: Александр Ворошило, Михаил Марфин, Левон Оганезов, Фёдор Чеханков, Дарья Донцова, Михаил Хлебородов, Аллан Чумак, Лидия Козлова, Владимир Алейников, Евгений Крылатов, Андрей Дементьев, Николай Дроздов.

| №  | Название              | Год  | Исполнитель на проекте                                  | Автор слов                                         | Автор музыки                                                                 |
| -- | --------------------- | ---- | ------------------------------------------------------- | -------------------------------------------------- | ---------------------------------------------------------------------------- |
| 1  | В краю магнолий       | 1981 | Валерий Ярушин и новый «Ариэль»                         | Юрий Марцинкевич                                   | Александр Морозов                                                            |
| 2  | Всё пройдёт           | 1983 | Михаил Боярский                                         | Леонид Дербенёв                                    | Максим Дунаевский                                                            |
| 3  | Айсберг               | 1983 | Лолита Милявская                                        | Лидия Козлова                                      | Игорь Николаев                                                               |
| 4  | Возвращайся           | 1988 | Игорь Корнелюк                                          | Регина Лисиц                                       | Игорь Корнелюк                                                               |
| 5  | Билет на балет        | 1988 | Игорь Корнелюк                                          | Регина Лисиц                                       | Игорь Корнелюк                                                               |
| 6  | Подожди               | 1988 | Игорь Корнелюк                                          | Регина Лисиц                                       | Игорь Корнелюк                                                               |
| 7  | Чистые пруды          | 1987 | Лариса Долина                                           | Леонид Фадеев                                      | Давид Тухманов                                                               |
| 8  | Букет                 | 1987 | Александр Барыкин                                       | Николай Рубцов (1964)                              | Александр Барыкин                                                            |
| 9  | Крутой поворот        | 1983 | Анне Вески                                              | Ольга Писаржевская и Анатолий Монастырёв           | Игорь Саруханов, Владимир Васильев, Александр Слизунов и Михаил Файнзильберг |
| 10 | Ты скажи              | 1988 | Владимир Пресняков и Владимир Пресняков старший         | Леонид Дербенёв                                    | Владимир Пресняков старший                                                   |
| 11 | Последняя поэма       | 1980 | Валерия                                                 | Рабиндранат Тагор (1928) (перевод: Аделина Адалис) | Алексей Рыбников                                                             |
| 12 | Снится мне деревня    | 1987 | Сергей Беликов                                          | Леонид Дербенёв                                    | Борис Емельянов                                                              |
| 13 | Белая ночь            | 1984 | Виктор Салтыков                                         | Сергей Романов                                     | Александр Морозов                                                            |
| 14 | Девочка моя           | 1989 | Сергей Крылов                                           | Виктор Пеленягрэ                                   | Сергей Крылов                                                                |
| 15 | Три белых коня        | 1982 | Группа «Иванушки International» и ансамбль «Домисолька» | Леонид Дербенёв                                    | Евгений Крылатов                                                             |
| 16 | Синий туман           | 1989 | Вячеслав Добрынин и новые «Самоцветы»                   | Михаил Рябинин                                     | Вячеслав Добрынин                                                            |
| 17 | Король оранжевое лето | 1986 | Группы «Браво» и «Cool & Jazzy»                         | Вадим Степанцов                                    | Евгений Хавтан                                                               |
| 18 | Ещё не вечер          | 1987 | Лайма Вайкуле и группа «A’cappella ExpreSSS»            | Илья Резник                                        | Раймонд Паулс                                                                |
| 19 | Плот                  | 1982 | Юрий Лоза                                               | Юрий Лоза                                          | Юрий Лоза                                                                    |
| 20 | Мы желаем счастья вам | 1985 | ВИА «Цветы»                                             | Игорь Шаферан                                      | Стас Намин                                                                   |

Бонус: Ф. Р. Дэвид с песней «Words Don’t Come Easy to Me»
В финал прошли:
- Айсберг
- Ещё не вечер
- Чистые пруды
- Плот (СМС-голосованием)

### 12-й выпуск (25 апреля 2010): 50-е
Жюри:
- Молодое крыло: Илья Буц, Марк Тишман, Эльчин Азизов, Алексей Ягудин, Ровшан Аскеров, Мария Седнева, Лёля Смолина, Антон Комолов, Анастасия Мыскина, Виктор Васильев, Полина Цветкова, Татьяна Геворкян.
- Старшее крыло: Михаил Марфин, Левон Оганезов, Лариса Рубальская, Евгений Меньшов, Светлана Безродная, Михаил Марголис, Андрей Максимков, Дарья Донцова, Екатерина Рождественская, Юрий Лоза, Александр Анатольевич.

| №  | Название                     | Год  | Исполнитель на проекте                                       | Автор слов                               | Автор музыки           |
| -- | ---------------------------- | ---- | ------------------------------------------------------------ | ---------------------------------------- | ---------------------- |
| 1  | Песенка о хорошем настроении | 1956 | Людмила Гурченко                                             | Вадим Коростылёв                         | Анатолий Лепин         |
| 2  | Что так сердце растревожено  | 1954 | Сергей Мазаев                                                | Михаил Матусовский                       | Тихон Хренников        |
| 3  | На крылечке                  | 1950 | Вера Васильева                                               | Алексей Фатьянов                         | Борис Мокроусов        |
| 4  | Ландыши                      | 1959 | Людмила Сенчина и Оскар Фельцман                             | Ольга Фадеева                            | Оскар Фельцман         |
| 5  | Я люблю тебя, жизнь          | 1958 | Ренат Ибрагимов                                              | Константин Ваншенкин                     | Эдуард Колмановский    |
| 6  | Осенние листья               | 1951 | Зара                                                         | Марк Лисянский                           | Борис Мокроусов        |
| 7  | У Чёрного моря               | 1951 | Сергей Шакуров                                               | Семён Кирсанов                           | Модест Табачников      |
| 8  | Романс Рощина                | 1956 | ВИА «Песняры»                                                | Николай Доризо                           | Никита Богословский    |
| 9  | Два берега                   | 1959 | Виктория Дайнеко                                             | Григорий Поженян                         | Андрей Эшпай           |
| 10 | Я встретил девушку           | 1957 | Эльчин Азизов                                                | Мирзо Турсун-Заде и Гарольд Эль-Регистан | Андрей Бабаев          |
| 11 | Огней так много золотых…     | 1957 | Людмила Рюмина                                               | Николай Доризо                           | Кирилл Молчанов        |
| 12 | Марш монтажников             | 1957 | Группа «Республика»                                          | Владимир Котов                           | Родион Щедрин          |
| 13 | Хвастать, милая, не стану…   | 1950 | Вадим Галыгин                                                | Алексей Фатьянов                         | Борис Мокроусов        |
| 14 | Подмосковные вечера          | 1956 | Надежда Бабкина, ансамбль «Русская Песня» и Василий Соловьёв | Михаил Матусовский                       | Василий Соловьёв-Седой |
| 15 | Весна на Заречной улице      | 1956 | Александр Ф. Скляр                                           | Алексей Фатьянов                         | Борис Мокроусов        |

Бонус: Рокко Граната с песней «Марина»
В финал прошли:
- Подмосковные вечера
- Песенка о хорошем настроении
- Весна на Заречной улице
- Осенние листья (СМС-голосованием)

### Внеконкурсный выпуск на 9 мая (10 мая 2010): песни победы
Этот выпуск вышел в понедельник, день после 9-го мая, и песни, прозвучавшие в нём, были вне конкурса. Голосование не проводилось.
Жюри:
- Молодое крыло: Мария Лемешева, Тимур Родригез, Татьяна Геворкян, Василий Бархатов, Алла Верёвкина, Эльчин Азизов, Сергей Лазарев, Дмитрий Борисов, Юлия Ковальчук, Виктория Лопырёва, Александр Олешко, Леонид Закошанский
- Старшее крыло: Михаил Марфин, Левон Оганезов, Борис Барабанов, Николай Дроздов, Игорь Матвиенко, Лариса Рубальская, Дарья Донцова, Светлана Безродная, Ирина Мирошниченко, Татьяна Буланова, Юрий Лоза, Лариса Лужина

| №  | Название                                               | Исполнитель на проекте                                                             | Автор слов                      | Автор музыки                     |
| -- | ------------------------------------------------------ | ---------------------------------------------------------------------------------- | ------------------------------- | -------------------------------- |
| 1  | Казаки в Берлине                                       | Кубанский казачий хор                                                              | Цезарь Солодарь                 | Дмитрий Покрасс и Даниил Покрасс |
| 2  | Минуты тишины                                          | Игорь Скляр и Максим Токаев                                                        | Михаил Матусовский              | Андрей Петров                    |
| 3  | Смуглянка                                              | Николай Басков и Академический ансамбль песни и пляски внутренних войск МВД России | Яков Шведов                     | Анатолий Новиков                 |
| 4  | Серёжка с Малой Бронной и Витька с Моховой             | Александр Михайлов                                                                 | Евгений Винокуров               | Андрей Эшпай                     |
| 5  | Заветный камень                                        | Людмила Гурченко                                                                   | Александр Жаров                 | Борис Мокроусов                  |
| 6  | Нам нужна одна победа (Десятый наш десантный батальон) | Иван Ургант и запись исполнения песни Ниной Ургант                                 | Булат Окуджава                  | Булат Окуджава                   |
| 7  | Корреспондентская застольная                           | Алексей Кортнев                                                                    | Константин Симонов              | Матвей Блантер                   |
| 8  | Вечный огонь (От героев былых времён)                  | Алина Покровская и Василий Лановой                                                 | Евгений Агранович               | Рафаил Хозак                     |
| 9  | Синий платочек                                         | Елена Ваенга                                                                       | Михаил Максимов и Яков Галицкий | Ежи Петербургский                |
| 10 | Последний бой                                          | Михаил Ножкин                                                                      | Михаил Ножкин                   | Михаил Ножкин                    |
| 11 | Майский вальс                                          | ВИА «Сябры»                                                                        | Михаил Ясень                    | Игорь Лученок                    |
| 12 | До свидания, мальчики                                  | Анжелика Варум                                                                     | Булат Окуджава                  | Булат Окуджава                   |
| 13 | Махнём не глядя                                        | Максим Леонидов                                                                    | Михаил Матусовский              | Вениамин Баснер                  |
| 14 | Как, скажи, тебя зовут?                                | Марк Тишман и Алексей Воробьёв                                                     | Михаил Матусовский              | Вениамин Баснер                  |
| 15 | Тёмная ночь                                            | Леонид Агутин и Орландо «Марака» Вайе                                              | Владимир Агатов                 | Никита Богословский              |
| 16 | День Победы                                            | Лев Лещенко и Академический ансамбль песни и пляски внутренних войск МВД России    | Владимир Харитонов              | Давид Тухманов                   |

### 1-й финал (23 мая 2010)
Финал был разделён на две части. В первой части прозвучали следующие песни:
| №  | Название                           | Год  | Исполнитель на финале                                                                 | Автор слов                        | Автор музыки           |
| -- | ---------------------------------- | ---- | ------------------------------------------------------------------------------------- | --------------------------------- | ---------------------- |
| 1  | Всё, что в жизни есть у меня       | 1977 | ВИА «Самоцветы»                                                                       | Леонид Дербенёв                   | Вячеслав Добрынин      |
| 2  | Эхо любви                          | 1977 | Александр Маршал и запись исполнения песни Анной Герман                               | Роберт Рождественский             | Евгений Птичкин        |
| 3  | Александра                         | 1979 | Марк Тишман и Виктория Дайнеко                                                        | Юрий Визбор и Дмитрий Сухарев     | Сергей Никитин         |
| 4  | Катюша                             | 1938 | Татьяна Буланова и хор Александрова                                                   | Михаил Исаковский                 | Матвей Блантер         |
| 5  | Как молоды мы были                 | 1976 | Александр Градский                                                                    | Николай Добронравов               | Александра Пахмутова   |
| 6  | Подмосковные вечера                | 1956 | Надежда Бабкина и ансамбль «Русская Песня»                                            | Михаил Матусовский                | Василий Соловьёв-Седой |
| 7  | Девочка-видение                    | 1996 | Максим Леонидов                                                                       | Максим Леонидов                   | Максим Леонидов        |
| 8  | Надежда                            | 1975 | Иосиф Кобзон                                                                          | Николай Добронравов               | Александра Пахмутова   |
| 9  | Лето — это маленькая жизнь         | 1995 | Группа «Uma2rmaH»                                                                     | Олег Митяев                       | Олег Митяев            |
| 10 | Песня про зайцев                   | 1966 | Александр Ревва                                                                       | Леонид Дербенёв                   | Александр Зацепин      |
| 11 | Ваше благородие                    | 1969 | Анатолий Кузнецов при участии Юрий Клепалов и Евгений Клепалов                        | Булат Окуджава                    | Исаак Шварц            |
| 12 | Русское поле                       | 1968 | Сергей Мазаев                                                                         | Инна Гофф                         | Ян Френкель            |
| 13 | Наш сосед                          | 1967 | Группа «Фабрика»                                                                      | Борис Потёмкин                    | Борис Потёмкин         |
| 14 | Как упоительны в России вечера     | 1998 | Группа «Белый Орёл»                                                                   | Виктор Пеленягрэ                  | Александр Добронравов  |
| 15 | Куда уходит детство                | 1977 | Дмитрий Харатьян, Дмитрий Иосифов, Владимир Торсуев, Юрий Торсуев и Татьяна Проценко  | Леонид Дербенёв                   | Александр Зацепин      |
| 16 | Офицеры                            | 1993 | Олег Газманов                                                                         | Олег Газманов                     | Олег Газманов          |
| 17 | Чёрные глаза                       | 1930 | Группа «Brainstorm»                                                                   | Александр Парфильев               | Оскар Строк            |
| 18 | Белые розы                         | 1987 | Группа «Мобильные блондинки»                                                          | Сергей Кузнецов                   | Сергей Кузнецов        |
| 19 | Чистые пруды                       | 1987 | Лариса Долина и Запись в исполнении Игорем Тальковым                                  | Леонид Фадеев                     | Давид Тухманов         |
| 20 | Всё стало вокруг голубым и зелёным | 1941 | Наталья Подольская, Владимир Пресняков, Елена Преснякова и Владимир Пресняков старший | Евгений Долматовский              | Юрий Милютин           |
| 21 | Чёрный кот                         | 1964 | Группа «Billy's Band»                                                                 | Михаил Танич                      | Юрий Саульский         |
| 22 | Беловежская пуща                   | 1975 | Александра Пахмутова и ВИА «Песняры»                                                  | Николай Добронравов               | Александра Пахмутова   |
| 23 | Весна на Заречной улице            | 1956 | Александр Ф. Скляр                                                                    | Алексей Фатьянов                  | Борис Мокроусов        |
| 24 | Дорогие мои москвичи               | 1947 | Дима Билан и группа «A’cappella ExpreSSS»                                             | Владимир Масс и Михаил Червинский | Исаак Дунаевский       |

### 2-й финал (30 мая 2010)
Во второй части прозвучали следующие песни:
| №  | Название                     | Год  | Исполнитель на финале                                                              | Автор слов                               | Автор музыки                    |
| -- | ---------------------------- | ---- | ---------------------------------------------------------------------------------- | ---------------------------------------- | ------------------------------- |
| 1  | Песенка о хорошем настроении | 1956 | Людмила Гурченко                                                                   | Вадим Коростылёв                         | Анатолий Лепин                  |
| 2  | Есть только миг              | 1973 | Олег Анофриев                                                                      | Леонид Дербенёв                          | Александр Зацепин               |
| 3  | Оранжевый галстук            | 1993 | Группа «Браво»                                                                     | Валерий Сюткин                           | Евгений Хавтан                  |
| 4  | Ой, цветёт калина            | 1949 | Зинаида Кириенко                                                                   | Михаил Исаковский                        | Исаак Дунаевский                |
| 5  | Мелодия                      | 1973 | Ренат Ибрагимов                                                                    | Николай Добронравов                      | Александра Пахмутова            |
| 6  | Ещё не вечер                 | 1987 | Лайма Вайкуле и группа «A’cappella ExpreSSS»                                       | Илья Резник                              | Раймонд Паулс                   |
| 7  | Я шагаю по Москве            | 1963 | Артём Михалков                                                                     | Геннадий Шпаликов                        | Андрей Петров                   |
| 8  | Широка страна моя родная     | 1936 | Эльчин Азизов, Сангаджи Тарбаев, Корнелия Манго, Интарс Бусулис и Алексей Воробьёв | Василий Лебедев-Кумач                    | Исаак Дунаевский                |
| 9  | Плот                         | 1982 | Юрий Лоза                                                                          | Юрий Лоза                                | Юрий Лоза                       |
| 10 | Хару Мамбуру                 | 1993 | Группа «Ногу Свело!»                                                               | Максим Покровский                        | Максим Покровский               |
| 11 | Осенние листья               | 1951 | Зара                                                                               | Марк Лисянский                           | Борис Мокроусов                 |
| 12 | Комбат                       | 1996 | Владимир Романов и Хор МВД                                                         | Александр Шаганов                        | Игорь Матвиенко                 |
| 13 | До свидания, Москва          | 1980 | Татьяна Анциферова и Лев Лещенко                                                   | Николай Добронравов                      | Александра Пахмутова            |
| 14 | Фаина                        | 1992 | Группа «На-На»                                                                     | Михаил Рябинин                           | Андрей Потёмкин и Бари Алибасов |
| 15 | Миллион алых роз             | 1983 | Группа «Кватро»                                                                    | Андрей Вознесенский                      | Раймонд Паулс                   |
| 16 | Стюардесса по имени Жанна    | 1993 | Владимир Пресняков                                                                 | Илья Резник                              | Владимир Пресняков              |
| 17 | Помоги мне                   | 1968 | Аида Ведищева                                                                      | Леонид Дербенёв                          | Александр Зацепин               |
| 18 | Утомлённое солнце            | 1937 | Александр Ф. Скляр, Светлана Безродная и Вивальди-оркестр                          | Иосиф Альвек                             | Ежи Петербургский               |
| 19 | Нежность                     | 1965 | Тамара Гвердцители                                                                 | Сергей Гребенников и Николай Добронравов | Александра Пахмутова            |
| 20 | Королева красоты             | 1964 | Группа «Несчастный Случай»                                                         | Анатолий Горохов                         | Арно Бабаджанян                 |
| 21 | Айсберг                      | 1983 | Лолита Милявская                                                                   | Лидия Козлова                            | Игорь Николаев                  |
| 22 | Город Сочи                   | 2007 | Сергей Трофимов                                                                    | Сергей Трофимов                          | Сергей Трофимов                 |
| 23 | Позвони мне, позвони         | 1981 | Нонна Гришаева                                                                     | Роберт Рождественский                    | Максим Дунаевский               |
| 24 | Шаланды                      | 1943 | Александр Олешко                                                                   | Владимир Агатов                          | Никита Богословский             |

После всех выступлений и голосования жюри были объявлены итоги проекта.
Сначала были показаны результаты выбора телезрителей:
1. Есть только миг
2. Нежность
3. Как молоды мы были
4. Катюша
5. Эхо любви
6. Я шагаю по Москве
7. Шаланды
8. Белые розы
9. Плот
10. Утомлённое солнце

После добавления голосов членов жюри получился финальный итог:
1. Есть только миг
2. Нежность
3. Как молоды мы были
4. Чистые пруды
5. Шаланды
6. Катюша
7. Миллион алых роз
8. Эхо любви
9. Александра
10. Я шагаю по Москве

По итогам, 70-е годы представлены четырьмя песнями (включая песню «Александра»), 80-е и 60-е представлены двумя песнями, и по одному представителю от 30-х и 40-х годов.

## Второй сезон

### Песни Юрия Антонова (22 октября 2010)
| №  | Название               | Исполнитель на проекте         | Автор слов                        | Автор музыки |
| -- | ---------------------- | ------------------------------ | --------------------------------- | ------------ |
| 1  | Я вспоминаю            | Юрий Антонов                   | Леонид Фадеев                     | Юрий Антонов |
| 2  | Несёт меня течение     | Валерия                        | Виктор Дюнин                      | Юрий Антонов |
| 3  | Зеркало                | Евгений Маргулис               | Михаил Танич                      | Юрий Антонов |
| 4  | На улице Каштановой    | группа «Фабрика»               | Игорь Шаферан                     | Юрий Антонов |
| 5  | Давай не будем спешить | группа «Моральный кодекс»      | Леонид Фадеев                     | Юрий Антонов |
| 6  | 20 лет спустя          | Леонид Агутин и Анжелика Варум | Леонид Фадеев                     | Юрий Антонов |
| 7  | Крыша дома твоего      | Александр Маршал               | Михаил Пляцковский                | Юрий Антонов |
| 8  | Поверь в мечту         | группа «TOKiO»                 | Игорь Кохановский                 | Юрий Антонов |
| 9  | Море                   | Игорь Николаев                 | Леонид Фадеев                     | Юрий Антонов |
| 10 | Анастасия              | Сергей Лазарев                 | Леонид Фадеев                     | Юрий Антонов |
| 11 | Нет тебя прекрасней    | Юрий Антонов                   | Ирина Безладнова и Михаил Беляков | Юрий Антонов |
| 12 | Не забывай             | Юрий Антонов                   | Михаил Танич                      | Юрий Антонов |

Песня «Нет тебя прекрасней» заняла второе место по итогам сезона.

### Песни Вячеслава Добрынина (5 ноября 2010)
| №  | Название                     | Исполнитель на проекте       | Автор слов         | Автор музыки      |
| -- | ---------------------------- | ---------------------------- | ------------------ | ----------------- |
| 1  | Не сыпь мне соль на рану     | Вячеслав Добрынин            | Симон Осиашвили    | Вячеслав Добрынин |
| 2  | Бабушки-старушки             | группа «Бурановские бабушки» | Симон Осиашвили    | Вячеслав Добрынин |
| 3  | Ягода-малина                 | Ева Польна                   | Михаил Пляцковский | Вячеслав Добрынин |
| 4  | Не волнуйтесь, тётя          | группа «Billy's Band»        | Леонид Дербенёв    | Вячеслав Добрынин |
| 5  | Кто тебе сказал?             | Авраам Руссо                 | Леонид Дербенёв    | Вячеслав Добрынин |
| 6  | На теплоходе музыка играет   | группа «Город 312»           | Михаил Рябинин     | Вячеслав Добрынин |
| 7  | Всё, что в жизни есть у меня | группа «Чай вдвоём»          | Леонид Дербенёв    | Вячеслав Добрынин |
| 8  | Льётся музыка                | Ани Лорак                    | Леонид Дербенёв    | Вячеслав Добрынин |
| 9  | Синий туман                  | группа «Т9»                  | Михаил Рябинин     | Вячеслав Добрынин |
|    | Синий туман                  | Вячеслав Добрынин            | Михаил Рябинин     | Вячеслав Добрынин |
| 10 | Прощай                       | группа «Дискотека „Авария“»  | Леонид Дербенёв    | Вячеслав Добрынин |

### Песни Игоря Матвиенко (19 ноября 2010)
| №  | Название                       | Исполнитель на проекте                                | Автор слов        | Автор музыки    |
| -- | ------------------------------ | ----------------------------------------------------- | ----------------- | --------------- |
| 1  | Комбат                         | группа «Любэ»                                         | Александр Шаганов | Игорь Матвиенко |
| 2  | Рыбка                          | Жанна Фриске, Ольга Орлова и Юлия Ковальчук           | Игорь Матвиенко   | Игорь Матвиенко |
| 3  | Тополиный пух                  | группа «Иванушки International»                       | Михаил Андреев    | Игорь Матвиенко |
| 4  | Конь                           | Мужской хор Сретенского монастыря                     | Александр Шаганов | Игорь Матвиенко |
| 5  | Потому, что нельзя             | Сергей Мазаев                                         | Михаил Андреев    | Игорь Матвиенко |
| 6  | Девчонка-девчоночка            | Влад Соколовский                                      | Александр Шаганов | Игорь Матвиенко |
| 7  | Тоже является частью вселенной | Александр Иванов, Владимир Пресняков и группа «Рондо» | Александр Шаганов | Игорь Матвиенко |
| 8  | Тучи                           | группа «Jukebox»                                      | Александр Шаганов | Игорь Матвиенко |
| 9  | Берёзы                         | группа «Фабрика»                                      | Михаил Андреев    | Игорь Матвиенко |
| 10 | Атас                           | Гоша Куценко                                          | Александр Шаганов | Игорь Матвиенко |

Песня «Конь» заняла третье место по итогам сезона.

### Песни Константина Меладзе (10 декабря 2010)
| №  | Название                     | Исполнитель на проекте                                                 | Автор слов                           | Автор музыки       |
| -- | ---------------------------- | ---------------------------------------------------------------------- | ------------------------------------ | ------------------ |
| 1  | Я же его любила              | София Ротару                                                           | Константин Меладзе                   | Константин Меладзе |
| 2  | Не тревожь мне душу, скрипка | Дима Билан                                                             | Константин Меладзе                   | Константин Меладзе |
| 3  | Салют, Вера                  | Валерий Меладзе                                                        | Константин Меладзе                   | Константин Меладзе |
| 4  | Притяженья больше нет        | Владимир Пресняков, Наталья Подольская, Леонид Агутин и Анжелика Варум | Константин Меладзе                   | Константин Меладзе |
| 5  | Самба белого мотылька        | Сергей Мазаев                                                          | Константин Меладзе                   | Константин Меладзе |
| 6  | Бриллианты                   | группа «ВИА Гра»                                                       | Константин Меладзе                   | Константин Меладзе |
| 7  | Сэра                         | группа «Zdob şi Zdub»                                                  | Константин Меладзе                   | Константин Меладзе |
| 8  | Актриса                      | Ани Лорак                                                              | Константин Меладзе                   | Константин Меладзе |
| 9  | Обернитесь                   | Григорий Лепс и Валерий Меладзе                                        | Константин Меладзе                   | Константин Меладзе |
| 10 | Опять метель                 | Константин Меладзе                                                     | Константин Меладзе и Джахан Поллыева | Константин Меладзе |

### Песни Аллы Пугачёвой (30 декабря 2010)
| №  | Название                      | Исполнитель на проекте                                                                           | Автор слов                            | Автор музыки                 |
| -- | ----------------------------- | ------------------------------------------------------------------------------------------------ | ------------------------------------- | ---------------------------- |
| 1  | Примадонна                    | Валерий Меладзе                                                                                  | Алла Пугачёва                         | Алла Пугачёва                |
| 2  | Найти меня                    | Кристина Орбакайте                                                                               | Белла Деметр                          | Алла Пугачёва                |
| 3  | Три счастливых дня            | Филипп Киркоров                                                                                  | Илья Резник                           | Алла Пугачёва                |
| 4  | Я тебя поцеловала             | Елена Ваенга                                                                                     | Сандро Нико (Александр Николаев)      | Алла Пугачёва                |
| 5  | Мэри                          | Марк Тишман                                                                                      | Алла Пугачёва                         | Алла Пугачёва                |
| 6  | Звёздное лето                 | Тина Кароль                                                                                      | Илья Резник                           | Алла Пугачёва                |
| 7  | Лестница                      | группа «Jukebox»                                                                                 | Илья Резник                           | Алла Пугачёва                |
| 8  | Ленинград                     | Александр Буйнов                                                                                 | Осип Мандельштам                      | Алла Пугачёва                |
| 9  | Просто (Поднимись над суетой) | группа «TOKiO»                                                                                   | Илья Резник                           | Алла Пугачёва                |
| 10 | Женщина, которая поёт         | Алла Пугачёва (фрагмент из фильма «Женщина, которая поёт»)                                       | Кайсын Кулиев (Перевод: Наум Гребнев) | Алла Пугачёва и Леонид Гарин |
| 11 | Это любовь                    | Алла Пугачёва, Кристина Орбакайте, Филипп Киркоров, Елена Ваенга, Тина Кароль и Александр Буйнов | Алла Пугачёва                         | Алла Пугачёва                |

### Песни Виктора Резникова (28 января 2011)
| №  | Название                 | Исполнитель на проекте                                                             | Автор слов                                                                                      | Автор музыки    |
| -- | ------------------------ | ---------------------------------------------------------------------------------- | ----------------------------------------------------------------------------------------------- | --------------- |
| 1  | Улетай, туча             | Филипп Киркоров                                                                    | Виктор Резников                                                                                 | Виктор Резников |
| 2  | Мой маленький дворик     | Максим Леонидов                                                                    | Виктор Резников и Юрий Бодров                                                                   | Виктор Резников |
| 3  | Спасибо, родная          | Михаил Боярский                                                                    | Виктор Резников и Алексей Римицан                                                               | Виктор Резников |
| 4  | Недотрога                | Владимир Пресняков                                                                 | Виктор Резников                                                                                 | Виктор Резников |
| 5  | Льдинка                  | Сати Казанова                                                                      | Виктор Резников                                                                                 | Виктор Резников |
| 6  | Бумажный змей            | Дмитрий Маликов                                                                    | Виктор Резников                                                                                 | Виктор Резников |
| 7  | Половинка                | группа «А’Студио»                                                                  | Виктор Резников                                                                                 | Виктор Резников |
| 8  | Я не умею танцевать      | Александр Ревва и группа «Отель Атлантик»                                          | Виктор Резников и Юрий Бодров                                                                   | Виктор Резников |
| 9  | Динозаврики              | Михаил Боярский, Сергей Боярский, Андрей Резников и Андрей Резников                | Алексей Римицан                                                                                 | Виктор Резников |
| 10 | Домовой (Don’t Stop Now) | запись выступления Виктора Резникова и запись выступления группы «The Cover Girls» | Виктор Резников и Алексей Римицан (русский текст), Тодд Серни и Гарольд Пэйн (английский текст) | Виктор Резников |
| 11 | Телефонная книжка        | Лариса Долина и Игорь Крутой                                                       | Виктор Резников                                                                                 | Виктор Резников |

В конце выпуска Александр Розенбаум спел свою песню «Штандер», которую посвятил Виктору Резникову.

### Песни Гарика Сукачёва (11 февраля 2011)
| №  | Название                             | Исполнитель на проекте | Автор слов                      | Автор музыки                   |
| -- | ------------------------------------ | --- | ------------------------------- | ------------------------------ |
| 1  | Playboy (Моя маленькая бейба)        | Сергей Мазаев | Гарик Сукачёв и Дмитрий Певзнер | Гарик Сукачёв и Сергей Галанин |
| 2  | За окошком месяц май                 | Михаил Ефремов, Дмитрий Харатьян и Иван Охлобыстин                                                                                                   | Гарик Сукачёв                   | Гарик Сукачёв                  |
| 3  | Ольга                                | Гарик Сукачёв, Дарья Мороз и Пелагея | Гарик Сукачёв                   | Гарик Сукачёв                  |
| 4  | Напои меня водой                     | группа «Воплі Відоплясова» | Гарик Сукачёв                   | Гарик Сукачёв                  |
| 5  | Дорожная                             | Игорь Харламов | Гарик Сукачёв                   | Гарик Сукачёв                  |
| 6  | Скорый поезд придёт в шесть часов    | Сергей Воронов и группа «Crossroadz» | Гарик Сукачёв                   | Гарик Сукачёв                  |
| 7  | Бродяга                              | группа «Billy's Band» | Карен Кавалерян                 | Гарик Сукачёв и Кирилл Трусов  |
| 8  | Белый колпак                         | Сергей Галанин и группа «СерьГа» | Гарик Сукачёв                   | Гарик Сукачёв                  |
| 9  | Песня вольного стрелка (Белла, чао!) | группа «Zdob şi Zdub» | Гарик Сукачёв                   | Гарик Сукачёв                  |
| 10 | Ночной полёт                         | Гарик Сукачёв | Гарик Сукачёв                   | Гарик Сукачёв                  |
| 11 | Моя бабушка курит трубку             | Гарик Сукачёв, Сергей Мазаев, Михаил Ефремов, Дмитрий Харатьян, Иван Охлобыстин, Дарья Мороз, Пелагея, Игорь Харламов, Роман Ягупов и Сергей Галанин | Гарик Сукачёв                   | Гарик Сукачёв                  |

### Песни Александры Пахмутовой (25 февраля 2011)
| №  | Название                    | Исполнитель на проекте                            | Автор слов                               | Автор музыки         |
| -- | --------------------------- | ------------------------------------------------- | ---------------------------------------- | -------------------- |
| 1  | Надежда                     | Олег Митяев                                       | Николай Добронравов                      | Александра Пахмутова |
| 2  | Птица счастья               | Потап, Настя Каменских и Николай Гнатюк           | Николай Добронравов                      | Александра Пахмутова |
| 3  | Старый клён                 | Александр Ф. Скляр                                | Михаил Матусовский                       | Александра Пахмутова |
| 4  | Как молоды мы были          | Иосиф Кобзон                                      | Николай Добронравов                      | Александра Пахмутова |
| 5  | Нежность                    | Диана Арбенина                                    | Сергей Гребенников и Николай Добронравов | Александра Пахмутова |
| 6  | Песня о тревожной молодости | Александр Гордон и ансамбль «Домисолька»          | Лев Ошанин                               | Александра Пахмутова |
| 7  | Беловежская пуща            | Наталья Подольская и группа «Белорусские песняры» | Николай Добронравов                      | Александра Пахмутова |
| 8  | Команда молодости нашей     | группа «Иванушки International»                   | Николай Добронравов                      | Александра Пахмутова |
| 9  | Мелодия                     | Николай Носков                                    | Николай Добронравов                      | Александра Пахмутова |
| 10 | До свидания, Москва         | Дима Билан и Алсу                                 | Николай Добронравов                      | Александра Пахмутова |

Песня «Мелодия» стала победителем этого сезона.

### Песни Игоря Крутого (18 марта 2011)
| №  | Название                    | Исполнитель на проекте                        | Автор слов         | Автор музыки |
| -- | --------------------------- | --------------------------------------------- | ------------------ | ------------ |
| 1  | Ты меня любишь              | Александр Серов                               | Римма Казакова     | Игорь Крутой |
| 2  | Я тучи разведу руками       | Ирина Аллегрова                               | Илья Резник        | Игорь Крутой |
| 3  | Шарманка                    | Николай Басков                                | Виктор Пеленягрэ   | Игорь Крутой |
| 4  | Акапулько                   | Лайма Вайкуле                                 | Виктор Пеленягрэ   | Игорь Крутой |
| 5  | Мадонна                     | группа «Дискотека „Авария“» и Игорь Крутой    | Римма Казакова     | Игорь Крутой |
| 6  | Мой друг                    | Игорь Крутой и Игорь Николаев                 | Игорь Николаев     | Игорь Крутой |
| 7  | Каждый день с тобой         | Кристина Орбакайте                            | Симон Осиашвили    | Игорь Крутой |
| 8  | Розы (Я люблю тебя до слёз) | Сергей Мазаев                                 | Игорь Николаев     | Игорь Крутой |
|    | Розы (Я люблю тебя до слёз) | Александр Серов, Сергей Мазаев и Игорь Крутой | Игорь Николаев     | Игорь Крутой |
| 9  | Я тебя не придумала         | Алсу                                          | Леонид Фадеев      | Игорь Крутой |
| 10 | Пальма де-Майорка           | Игорь Крутой                                  | Леонид Фадеев      | Игорь Крутой |
| 11 | Любовь, похожая на сон      | Лара Фабиан и Игорь Крутой                    | Валерия Горбачёва  | Игорь Крутой |
| 12 | Незаконченный роман         | Игорь Крутой и Ирина Аллегрова                | Константин Арсенев | Игорь Крутой |

### Песни Андрея Макаревича (29 апреля 2011)
| №  | Название                                         | Исполнитель на проекте                          | Автор слов       | Автор музыки                         |
| -- | ------------------------------------------------ | ----------------------------------------------- | ---------------- | ------------------------------------ |
| 1  | Ты или я                                         | Андрей Макаревич и группа «Машина Времени»      | Андрей Макаревич | Андрей Макаревич                     |
|    | Мичиган Авеню (инструментал)                     | Андрей Макаревич и Стас Намин                   |                  |                                      |
| 2  | За тех, кто в море                               | Александр Кутиков и группа «Нюанс»              | Андрей Макаревич | Андрей Макаревич и Александр Кутиков |
|    | Стихотворение про моряков                        | Андрей Макаревич                                | Андрей Макаревич |                                      |
| 3  | Марионетки                                       | Евгений Маргулис                                | Андрей Макаревич | Андрей Макаревич                     |
| 4  | Костёр                                           | Ирина Сурина и Тимур Ведерников                 | Андрей Макаревич | Андрей Макаревич                     |
| 5  | Он был старше её                                 | Леонид Агутин                                   | Андрей Макаревич | Андрей Макаревич                     |
| 6  | Разговор в поезде                                | Алексей Кортнев и «Оркестр креольского танго»   | Андрей Макаревич | Андрей Макаревич                     |
|    | Меня очень не любят эстеты (Песенка про Эстетов) | Андрей Макаревич                                | Андрей Макаревич | Андрей Макаревич                     |
| 7  | Три окна                                         | Максим Леонидов и группа «Hippo Band»           | Андрей Макаревич | Андрей Макаревич                     |
| 8  | Скворец                                          | группа «A’cappella ExpreSSS»                    | Андрей Макаревич | Андрей Макаревич                     |
|    | Мы расходимся по домам (припев)                  | Андрей Макаревич и группа «A’cappella ExpreSSS» | Андрей Макаревич | Андрей Макаревич                     |
| 9  | Синяя птица                                      | Сергей Галанин и группа «СерьГа»                | Андрей Макаревич | Андрей Макаревич                     |
| 10 | Ангел                                            | Лариса Долина и «Оркестр креольского танго»     | Андрей Макаревич | Андрей Макаревич и Евгений Борец     |
| 11 | Свеча                                            | Андрей Макаревич и группа «Машина Времени»      | Андрей Макаревич | Андрей Макаревич                     |

### Песни Максима Дунаевского (20 мая 2011)
| №  | Название             | Исполнитель на проекте                                               | Автор слов            | Автор музыки      |
| -- | -------------------- | -------------------------------------------------------------------- | --------------------- | ----------------- |
| 1  | Песня мушкетёров     | Максим Дунаевский, Игорь Харламов, Александр Ревва и Михаил Боярский | Юрий Ряшенцев         | Максим Дунаевский |
|    | Песня мушкетёров     | запись из фильма «Д’Артаньян и три мушкетёра»                        | Юрий Ряшенцев         | Максим Дунаевский |
|    | Городские цветы      | Максим Дунаевский                                                    | Леонид Дербенёв       | Максим Дунаевский |
| 2  | Городские цветы      | Лев Лещенко и Жанна Фриске                                           | Леонид Дербенёв       | Максим Дунаевский |
| 3  | Позвони мне, позвони | группа «А’Студио»                                                    | Роберт Рождественский | Максим Дунаевский |
| 4  | Непогода             | Александр Маршал                                                     | Наум Олев             | Максим Дунаевский |
| 5  | Гадалка              | Юлия Зимина                                                          | Леонид Дербенёв       | Максим Дунаевский |
| 6  | Ах, этот вечер       | группа «Кватро»                                                      | Леонид Дербенёв       | Максим Дунаевский |
| 7  | Леди совершенство    | Кристина Орбакайте                                                   | Наум Олев             | Максим Дунаевский |
| 8  | Кленовый лист        | группа «Город 312»                                                   | Леонид Дербенёв       | Максим Дунаевский |
| 9  | Всё пройдёт          | Михаил Боярский                                                      | Леонид Дербенёв       | Максим Дунаевский |
| 10 | Ветер перемен        | Лариса Долина и Максим Дунаевский                                    | Наум Олев             | Максим Дунаевский |

### Песни Леонида Агутина (10 июня 2011)
| №  | Название                           | Исполнитель на проекте                                                | Автор слов    | Автор музыки  |
| -- | ---------------------------------- | --------------------------------------------------------------------- | ------------- | ------------- |
| 1  | Кого не стоило бы ждать            | Леонид Агутин                                                         | Леонид Агутин | Леонид Агутин |
| 2  | Всё в твоих руках                  | Анжелика Варум и Леонид Агутин                                        | Герман Витке  | Леонид Агутин |
| 3  | Босоногий мальчик                  | Тимур Родригез и Леонид Агутин                                        | Герман Витке  | Леонид Агутин |
| 4  | Если ты когда-нибудь меня простишь | Владимир Пресняков и Наталья Подольская                               | Леонид Агутин | Леонид Агутин |
| 5  | Граница                            | группа «Jukebox»                                                      | Леонид Агутин | Леонид Агутин |
| 6  | Февраль                            | Александр Иванов и группа «Рондо»                                     | Леонид Агутин | Леонид Агутин |
| 7  | Парень чернокожий                  | Потап и Настя Каменских                                               | Леонид Агутин | Леонид Агутин |
|    | Парень чернокожий (припев)         | Дмитрий Дюжев и Леонид Агутин                                         | Леонид Агутин | Леонид Агутин |
| 8  | Я буду всегда с тобой              | Сати Казанова и Стас Пьеха                                            | Леонид Агутин | Леонид Агутин |
| 9  | Пароход                            | группа «Markscheider Kunst» и Леонид Агутин                           | Леонид Агутин | Леонид Агутин |
| 10 | Аэропорты                          | Валерий Меладзе и Александр Маршал                                    | Леонид Агутин | Леонид Агутин |
|    | Аэропорты                          | Леонид Агутин, Владимир Пресняков, Валерий Меладзе и Александр Маршал | Леонид Агутин | Леонид Агутин |
| 11 | На сиреневой луне                  | Леонид Агутин                                                         | Леонид Агутин | Леонид Агутин |

### Песни Игоря Николаева (24 июня 2011)
| №  | Название          | Исполнитель на проекте                                                                                                  | Автор слов       | Автор музыки   |
| -- | ----------------- | --- | ---------------- | -------------- |
| 1  | Айсберг           | Лолита Милявская | Лидия Козлова    | Игорь Николаев |
| 2  | Комарово          | группа «Иванушки International»                                                                                         | Михаил Танич     | Игорь Николаев |
| 3  | Странник мой      | Ирина Аллегрова | Игорь Николаев   | Игорь Николаев |
| 4  | Дельфин и русалка | Алексей Чумаков и Юлия Ковальчук                                                                                        | Игорь Николаев   | Игорь Николаев |
| 5  | Озеро надежды     | Григорий Лепс | Игорь Николаев   | Игорь Николаев |
| 6  | Маленькая страна  | Глюк’oZa | Илья Резник      | Игорь Николаев |
| 7  | Расскажите, птицы | Дима Билан | Игорь Николаев   | Игорь Николаев |
| 8  | Паромщик          | Тамара Гвердцители | Николай Зиновьев | Игорь Николаев |
| 9  | Пять причин       | Стас Пьеха | Игорь Николаев   | Игорь Николаев |
| 10 | Выпьем за любовь  | Игорь Николаев и Жанна Фриске                                                                                           | Игорь Николаев   | Игорь Николаев |
| 11 | Две звезды        | Игорь Николаев, Ирина Аллегрова, Стас Пьеха, Глюк’oZa, Дима Билан, Тамара Гвердцители, Алексей Чумаков и Юлия Ковальчук | Игорь Николаев   | Игорь Николаев |

### Финал второго сезона (22 июля 2011)
| №  | Название                     | Фрагмент выпуска                  | Исполнитель на проекте                     | Автор слов                           | Автор музыки         |
| -- | ---------------------------- | --------------------------------- | ------------------------------------------ | ------------------------------------ | -------------------- |
| 1  | Для меня нет тебя прекрасней | Юрий Антонов (22.10.2010)         | Юрий Антонов                               | Ирина Безладнова и Михаил Беляков    | Юрий Антонов         |
| 2  | Три счастливых дня           | Алла Пугачева (30.12.2010)        | Филипп Киркоров                            | Илья Резник                          | Алла Пугачева        |
| 3  | Розы (Я люблю тебя до слёз)  | Игорь Крутой (18.03.2011)         | Сергей Мазаев                              | Игорь Николаев                       | Игорь Крутой         |
| 4  | Прощай                       | Вячеслав Добрынин (05.11.2010)    | группа «Дискотека „Авария“»                | Леонид Дербенёв                      | Вячеслав Добрынин    |
| 5  | Мелодия                      | Александра Пахмутова (25.02.2011) | Николай Носков                             | Николай Добронравов                  | Александра Пахмутова |
| 6  | Аэропорты                    | Леонид Агутин (10.06.2011)        | Валерий Меладзе и Александр Маршал         | Леонид Агутин                        | Леонид Агутин        |
| 7  | Конь                         | Игорь Матвиенко (19.11.2010)      | Мужской хор Сретенского монастыря          | Александр Шаганов                    | Игорь Матвиенко      |
| 8  | Спасибо, родная              | Виктор Резников (28.01.2011)      | Михаил Боярский                            | Виктор Резников и Алексей Римицан    | Виктор Резников      |
| 9  | Ольга                        | Гарик Сукачёв (11.02.2011)        | Гарик Сукачёв, Дарья Мороз и Пелагея       | Гарик Сукачёв                        | Гарик Сукачёв        |
| 10 | Озеро надежды                | Игорь Николаев (24.06.2011)       | Григорий Лепс                              | Игорь Николаев                       | Игорь Николаев       |
| 11 | Опять метель                 | Константин Меладзе (10.12.2010)   | Константин Меладзе                         | Константин Меладзе и Джахан Поллыева | Константин Меладзе   |
| 12 | Все пройдёт                  | Максим Дунаевский (20.05.2011)    | Михаил Боярский                            | Леонид Дербенёв                      | Максим Дунаевский    |
| 13 | Свеча                        | Андрей Макаревич (29.04.2011)     | Андрей Макаревич и группа «Машина Времени» | Андрей Макаревич                     | Андрей Макаревич     |

В этом выпуске вновь прозвучали песни-победители всех выпусков второго сезона. После СМС-голосования телезрителей была определена песня, которая выиграла второй сезон: «Мелодия» Александры Пахмутовой. Второе место заняла песня Юрия Антонова «Для меня нет тебя прекрасней». На третьем месте оказалась песня «Конь» композитора Игоря Матвиенко.

## Третий сезон

### Песни из репертуара Иосифа Кобзона (30 сентября 2011)
| №  | Название                                  | Исполнитель на проекте | Автор слов                                                                                     | Автор музыки                                                                              |
| -- | ----------------------------------------- | --- | ---------------------------------------------------------------------------------------------- | ----------------------------------------------------------------------------------------- |
| 1  | Я люблю тебя, жизнь                       | Иосиф Кобзон | Константин Ваншенкин                                                                           | Эдуард Колмановский                                                                       |
| 2  | На тебе сошёлся клином белый свет         | Ирина Аллегрова | Михаил Танич и Игорь Шаферан                                                                   | Оскар Фельцман                                                                            |
|    | Счастье мое, От Москвы до Бреста, Granada | Иосиф Кобзон и Левон Оганезов | Георгий Намлегин (Счастье мое) Константин Симонов (От Москвы до Бреста) Агустин Лара (Granada) | Ефим Розенфельд (Счастье мое) Матвей Блантер (От Москвы до Бреста) Агустин Лара (Granada) |
| 3  | А у нас во дворе                          | Иосиф и Нелли Кобзон | Лев Ошанин                                                                                     | Аркадий Островский                                                                        |
| 4  | Мгновения                                 | Николай Носков | Роберт Рождественский                                                                          | Микаэл Таривердиев                                                                        |
| 5  | Песня о далёкой родине (Где-то далеко)    | Елена Ваенга | Роберт Рождественский                                                                          | Микаэл Таривердиев                                                                        |
| 6  | Не расстанусь с Комсомолом                | группа «Республика» | Николай Добронравов                                                                            | Александра Пахмутова                                                                      |
| 7  | Платье                                    | Иосиф Кобзон и группа «Республика» | Николай Зиновьев                                                                               | Александр Морозов                                                                         |
| 8  | За того парня                             | Александр Маршал | Роберт Рождественский                                                                          | Марк Фрадкин                                                                              |
| 9  | Журавли                                   | Александр Малинин | Расул Гамзатов (перевод: Наум Гребнев)                                                         | Ян Френкель                                                                               |
| 10 | Поклонимся великим тем годам              | Иосиф Кобзон, Александра Пахмутова и Академический ансамбль песни и пляски внутренних войск МВД России                                        | Михаил Львов                                                                                   | Александра Пахмутова                                                                      |
| 11 | Песня остаётся с человеком                | Иосиф Кобзон, Ирина Аллегрова, Николай Носков, Елена Ваенга, группа «Республика», Александр Маршал, Нелли Кобзон, Виктор Елисеев, Илья Резник | Сергей Островой                                                                                | Аркадий Островский                                                                        |

### Песни Вячеслава Бутусова (21 октября 2011)
| №  | Название                             | Исполнитель на проекте | Автор слов                         | Автор музыки     |
| -- | ------------------------------------ | --- | ---------------------------------- | ---------------- |
| 1  | Тутанхамон                           | Вячеслав Бутусов, Максим Леонидов, Севара Назархан и группа «Ю-Питер» | Илья Кормильцев                    | Вячеслав Бутусов |
| 2  | Скованные одной цепью                | Гарик Сукачёв, Вячеслав Бутусов и группа «Ю-Питер» | Илья Кормильцев                    | Вячеслав Бутусов |
| 3  | Взгляд с экрана                      | Александр Ф. Скляр, Вячеслав Бутусов и группа «Ю-Питер» | Илья Кормильцев                    | Вячеслав Бутусов |
| 4  | Я хочу быть с тобой                  | Вячеслав Бутусов, Севара Назархан и группа «Ю-Питер» | Илья Кормильцев                    | Вячеслав Бутусов |
| 5  | Казанова                             | Сергей Галанин и группа «СерьГа» | Илья Кормильцев                    | Вячеслав Бутусов |
| 6  | Синоптики                            | Диана Арбенина, Вячеслав Бутусов и группа «Ю-Питер» | Вячеслав Бутусов                   | Вячеслав Бутусов |
| 7  | Хлоп-хлоп                            | группа «Zdob şi Zdub» | Вячеслав Бутусов                   | Вячеслав Бутусов |
| 8  | Девушка по городу                    | Ксения Бутусова, Вячеслав Бутусов и группа «Ю-Питер» | Вячеслав Бутусов                   | Вячеслав Бутусов |
| 9  | Прогулки по воде                     | группа «Калинов Мост» и Олег Сакмаров | Илья Кормильцев                    | Вячеслав Бутусов |
| 10 | Шар цвета хаки                       | группа «ЧайФ» | Вячеслав Бутусов                   | Вячеслав Бутусов |
| 11 | Гуд-бай, Америка (Прощальное письмо) | Вячеслав Бутусов, Дмитрий Ревякин, Александр Ф. Скляр, Максим Леонидов, Ксения Бутусова, Севара Назархан, Диана Арбенина, Сергей Галанин, Роман Ягупов и хор «Radio Classic Angels» | Вячеслав Бутусов и Дмитрий Умецкий | Вячеслав Бутусов |

В 2011 году прошел юбилейный концерт к 50-летию Вячеслава Бутусова. Многие песни из этой программы будут исполнены на концерте с теми же гостями.

### Песни из репертуара Муслима Магомаева (11 ноября 2011)
| №  | Название                   | Исполнитель на проекте                      | Автор слов             | Автор музыки         |
| -- | -------------------------- | ------------------------------------------- | ---------------------- | -------------------- |
| 1  | Мелодия                    | запись исполнения песни Муслимом Магомаевым | Николай Добронравов    | Александра Пахмутова |
| 2  | Благодарю тебя             | Валерия                                     | Роберт Рождественский  | Арно Бабаджанян      |
| 3  | Свадьба                    | Валерий Меладзе                             | Роберт Рождественский  | Арно Бабаджанян      |
| 4  | Луч солнца золотого        | Эмин Агаларов                               | Юрий Энтин             | Геннадий Гладков     |
| 5  | Королева красоты           | Алексей Воробьёв                            | Анатолий Горохов       | Арно Бабаджанян      |
| 6  | Вернись в Сорренто         | Максим Катырев                              | Джамбаттиста Де Куртис | Эрнесто Де Куртис    |
| 7  | Нам не жить друг без друга | Марк Тишман                                 | Николай Добронравов    | Александра Пахмутова |
| 8  | Чёртово колесо             | Методие Бужор                               | Евгений Евтушенко      | Арно Бабаджанян      |
| 9  | Верни мне музыку           | Филипп Киркоров                             | Андрей Вознесенский    | Арно Бабаджанян      |
| 10 | Синяя вечность             | Тамара Гвердцители                          | Геннадий Козловский    | Муслим Магомаев      |

Песня «Синяя вечность» стала победителем этого сезона.

### Песни Владимира Высоцкого (25 ноября 2011)
| №  | Название                                                                                       | Исполнитель на проекте                      | Автор слов        | Автор музыки      |
| -- | ---------------------------------------------------------------------------------------------- | ------------------------------------------- | ----------------- | ----------------- |
| 1  | Парус или песня Беспокойства                                                                   | Григорий Лепс                               | Владимир Высоцкий | Владимир Высоцкий |
| 2  | Кони привередливые                                                                             | Гарик Сукачёв                               | Владимир Высоцкий | Владимир Высоцкий |
| 3  | Утренняя гимнастика                                                                            | Максим Леонидов                             | Владимир Высоцкий | Владимир Высоцкий |
| 4  | Песня о друге                                                                                  | Олег Митяев                                 | Владимир Высоцкий | Владимир Высоцкий |
| 5  | Диалог у телевизора                                                                            | Дмитрий Харатьян и Михаил Ефремов           | Владимир Высоцкий | Владимир Высоцкий |
| 6  | Банька (по-белому)                                                                             | Евгений Дятлов                              | Владимир Высоцкий | Владимир Высоцкий |
| 7  | Братские могилы                                                                                | Николай Расторгуев                          | Владимир Высоцкий | Владимир Высоцкий |
| 8  | Дорогая передача (Письмо в редакцию телепередачи «Очевидное-невероятное» из сумасшедшего дома) | Николай Фоменко                             | Владимир Высоцкий | Владимир Высоцкий |
| 9  | Беда                                                                                           | Тамара Гвердцители                          | Владимир Высоцкий | Владимир Высоцкий |
| 10 | Охота на волков                                                                                | запись исполнения песни Владимиром Высоцким | Владимир Высоцкий | Владимир Высоцкий |
| 11 | На Большом Каретном                                                                            | Валерий Золотухин                           | Владимир Высоцкий | Владимир Высоцкий |

В конце выпуска показали клип Баста на стихи Владимира Высоцкого «Райские яблоки»
Песня «Банька» заняла третье место по итогам сезона.

### Песни Александра Зацепина (9 декабря 2011)
| №  | Название                     | Исполнитель на проекте | Автор слов      | Автор музыки      |
| -- | ---------------------------- | --- | --------------- | ----------------- |
| 1  | Есть только миг              | Олег Анофриев | Леонид Дербенёв | Александр Зацепин |
| 2  | Звенит январская вьюга       | группа «ВИА Гра» | Леонид Дербенёв | Александр Зацепин |
| 3  | Разговор со счастьем         | Николай Басков | Леонид Дербенёв | Александр Зацепин |
| 4  | Песенка о медведях           | Наталья Варлей и Виктория Дайнеко | Леонид Дербенёв | Александр Зацепин |
| 5  | Остров невезения             | Валерий Сюткин | Леонид Дербенёв | Александр Зацепин |
| 6  | Ищу тебя                     | Наталья Подольская | Леонид Дербенёв | Александр Зацепин |
| 7  | Песня про зайцев             | группа «Хоронько-оркестр» | Леонид Дербенёв | Александр Зацепин |
| 8  | Куда уходит детство          | Алсу | Леонид Дербенёв | Александр Зацепин |
| 9  | Кап-кап-кап (Песня о Марусе) | Академический ансамбль песни и пляски внутренних войск МВД России                                                                                               | Леонид Дербенёв | Александр Зацепин |
| 10 | До свидания, лето            | Кристина Орбакайте | Леонид Дербенёв | Александр Зацепин |
| 11 | Этот мир                     | Александр Зацепин, Кристина Орбакайте, группа «ВИА Гра», Наталья Варлей, Виктория Дайнеко, Наталья Подольская, Дмитрий Хоронько, Валерий Сюткин и Алла Пугачёва | Леонид Дербенёв | Александр Зацепин |

Песня «Есть только миг» заняла второе место по итогам сезона.

### Песни на стихи Роберта Рождественского (27 января 2012)
| №  | Название                               | Исполнитель на проекте             | Автор слов            | Автор музыки          |
| -- | -------------------------------------- | ---------------------------------- | --------------------- | --------------------- |
| 1  | Притяжение земли                       | Лев Лещенко                        | Роберт Рождественский | Давид Тухманов        |
| 2  | Кораблик                               | Виктория Дайнеко                   | Роберт Рождественский | Александр Флярковский |
| 3  | Любовь настала                         | Валерия                            | Роберт Рождественский | Раймонд Паулс         |
| 4  | Песня Яшки-цыгана                      | Владимир Пресняков                 | Роберт Рождественский | Борис Мокроусов       |
| 5  | Эхо любви                              | Александр Маршал и Зара            | Роберт Рождественский | Евгений Птичкин       |
| 6  | От зари до зари                        | Татьяна Буланова                   | Роберт Рождественский | Темистокле Попа       |
| 7  | Мои года                               | Александр Михайлов                 | Роберт Рождественский | Георгий Мовсесян      |
| 8  | Песня о далёкой родине (Где-то далеко) | группа «Кватро»                    | Роберт Рождественский | Микаэл Таривердиев    |
| 9  | Позвони мне, позвони!                  | группа «Фабрика»                   | Роберт Рождественский | Максим Дунаевский     |
| 10 | Ноктюрн                                | Тамара Гвердцители и Дмитрий Дюжев | Роберт Рождественский | Арно Бабаджанян       |
| 11 | Благодарю тебя                         | Ренат Ибрагимов                    | Роберт Рождественский | Арно Бабаджанян       |

### Песни из репертуара Филиппа Киркорова или написанные им (29 апреля 2012)
| №  | Название               | Исполнитель на проекте        | Автор слов                                 | Автор музыки       |
| -- | ---------------------- | ----------------------------- | ------------------------------------------ | ------------------ |
| 1  | Атлантида              | Филипп Киркоров               | Леонид Дербенёв                            | Александр Лукьянов |
| 2  | Я поднимаю свой бокал  | Бедрос Киркоров               | Андрей Никольский                          | Андрей Никольский  |
| 3  | Ты, ты, ты             | Максим Галкин                 | Леонид Дербенёв                            | Тончо Русев        |
| 4  | Зайка моя              | Влад Соколовский и Нюша       | Виктор Платицын                            | Сергей Касторский  |
| 5  | Мне мама тихо говорила | Бисер Киров                   | Йоргос Даларас (русский текст Илья Резник) | Ставрос Кугюмдзис  |
| 6  | Дай мне силу           | Дмитрий Колдун                | Андрей Морсин                              | Филипп Киркоров    |
| 7  | Shady Lady             | Ани Лорак                     | Карен Кавалерян                            | Филипп Киркоров    |
| 8  | Жестокая любовь        | Дима Билан                    | Олег Попков                                | Олег Попков        |
| 9  | Немного жаль           | Игорь Николаев                | Игорь Николаев                             | Игорь Николаев     |
| 10 | Единственная моя       | Сергей Лазарев                | Олег Газманов                              | Олег Газманов      |
| 11 | Снег                   | Ирина Билык и Филипп Киркоров | Ирина Билык                                | Ирина Билык        |

### Песни на стихи Ильи Резника (12 мая 2012)
| №  | Название                  | Исполнитель на проекте | Автор слов  | Автор музыки       |
| -- | ------------------------- | --- | ----------- | ------------------ |
| 1  | Маэстро                   | Тамара Гвердцители | Илья Резник | Раймонд Паулс      |
| 2  | Без меня                  | Лайма Вайкуле и Александр Буйнов                                                                                               | Илья Резник | Раймонд Паулс      |
| 3  | Стюардесса по имени Жанна | Владимир Пресняков | Илья Резник | Владимир Пресняков |
| 4  | Золотая свадьба           | группа «Бурановские бабушки» и ансамбль «Непоседы»                                                                             | Илья Резник | Раймонд Паулс      |
| 5  | Эй вы, там, наверху!      | Нонна Гришаева | Илья Резник | Раймонд Паулс      |
| 6  | Я тучи разведу руками     | Ирина Дубцова | Илья Резник | Игорь Крутой       |
| 7  | Старинные часы            | группа «ВИА Гра» | Илья Резник | Раймонд Паулс      |
| 8  | Странник                  | Александр Иванов и группа «Рондо»                                                                                              | Илья Резник | Владимир Пресняков |
| 9  | Золушка                   | Мария Воронова | Илья Резник | Игорь Цветков      |
| 10 | Три счастливых дня        | Филипп Киркоров | Илья Резник | Алла Пугачёва      |
| 11 | Вернисаж                  | Ани Лорак и Илья Резник, а также Александр Иванов, Владимир Пресняков, группа «ВИА Гра», Мария Воронова, Диана Гурцкая и Азиза | Илья Резник | Раймонд Паулс      |

### Песни на стихи Михаила Танича (25 мая 2012)
| №  | Название                            | Исполнитель на проекте                           | Автор слов                   | Автор музыки      |
| -- | ----------------------------------- | ------------------------------------------------ | ---------------------------- | ----------------- |
| 1  | Чёрный кот                          | Марк Тишман                                      | Михаил Танич                 | Юрий Саульский    |
| 2  | Зеркало                             | Евгений Маргулис                                 | Михаил Танич                 | Юрий Антонов      |
| 3  | Идёт солдат по городу               | Лев Лещенко, Александр Буйнов и Александр Маршал | Михаил Танич                 | Владимир Шаинский |
| 4  | Текстильный городок                 | Варвара                                          | Михаил Танич                 | Ян Френкель       |
| 5  | Комарово                            | группа «Иванушки International»                  | Михаил Танич                 | Игорь Николаев    |
| 6  | Когда мои друзья со мной            | ансамбль «Непоседы»                              | Михаил Танич                 | Владимир Шаинский |
| 7  | Проводы любви                       | Сосо Павлиашвили                                 | Михаил Танич                 | Георгий Мовсесян  |
| 8  | Узелки                              | Алёна Апина                                      | Михаил Танич                 | Сергей Коржуков   |
| 9  | На дальней станции сойду            | группа «Кватро»                                  | Михаил Танич                 | Владимир Шаинский |
| 10 | (На тебе сошёлся клином) Белый свет | Ирина Мирошниченко                               | Михаил Танич и Игорь Шаферан | Оскар Фельцман    |
| 11 | Я куплю тебе дом (Белый лебедь)     | группа «Лесоповал»                               | Михаил Танич                 | Сергей Коржуков   |
| 12 | Погода в доме                       | Лариса Долина                                    | Михаил Танич                 | Руслан Горобец    |

### Песни Владимира Матецкого (24 августа 2012)
| №  | Название                             | Исполнитель на проекте                      | Автор слов        | Автор музыки                         |
| -- | ------------------------------------ | ------------------------------------------- | ----------------- | ------------------------------------ |
| 1  | Лаванда                              | София Ротару                                | Михаил Шабров     | Владимир Матецкий                    |
| 2  | Хуторянка                            | Потап и Настя Каменских                     | Михаил Шабров     | Владимир Матецкий                    |
| 3  | Луна, луна                           | Ани Лорак                                   | Михаил Шабров     | Владимир Матецкий                    |
| 4  | Больше не встречу                    | Николай Расторгуев                          | Игорь Кохановский | Владимир Матецкий                    |
| 5  | Автомобили                           | Александр Буйнов и Жанна Фриске             | Михаил Шабров     | Владимир Матецкий                    |
| 6  | Позови меня в ночи                   | Денис Майданов                              | Илья Резник       | Владимир Матецкий                    |
| 7  | Однажды                              | Дмитрий Маликов                             | Александр Шаганов | Владимир Матецкий                    |
| 8  | Малыш                                | Марк Тишман                                 | Александр Шаганов | Владимир Матецкий и Леонид Гуткин    |
| 9  | Было, но прошло                      | София Ротару                                | Михаил Шабров     | Владимир Матецкий                    |
| 10 | Черви в золоте (Брошенный Богом мир) | Владимир Матецкий и группа «Машина времени» | Андрей Макаревич  | Владимир Матецкий и Евгений Маргулис |

### Финал третьего сезона (31 августа 2012)
| №  | Название                        | Фрагмент выпуска                   | Исполнитель на проекте                                           | Автор слов                             | Автор музыки      |
| -- | ------------------------------- | ---------------------------------- | ---------------------------------------------------------------- | -------------------------------------- | ----------------- |
| 1  | Есть только миг                 | Александр Зацепин (09.12.2011)     | Олег Анофриев                                                    | Леонид Дербенёв                        | Александр Зацепин |
| 2  | Три счастливых дня              | Илья Резник (12.05.2012)           | Филипп Киркоров                                                  | Илья Резник                            | Алла Пугачева     |
| 3  | Журавли                         | Иосиф Кобзон (30.09.2011)          | Александр Малинин                                                | Расул Гамзатов (перевод: Наум Гребнев) | Ян Френкель       |
| 4  | Эхо любви                       | Роберт Рождественский (27.01.2012) | Александр Маршал и Зара                                          | Роберт Рождественский                  | Евгений Птичкин   |
| 5  | Банька (по-белому)              | Владимир Высоцкий (25.11.2011)     | Евгений Дятлов                                                   | Владимир Высоцкий                      | Владимир Высоцкий |
| 6  | Я хочу быть с тобой             | Вячеслав Бутусов (21.10.2011)      | Вячеслав Бутусов, Севара Назархан и группа «Ю-Питер»             | Илья Кормильцев                        | Вячеслав Бутусов  |
| 7  | Я куплю тебе дом (Белый лебедь) | Михаил Танич (25.05.2012)          | группа «Лесоповал»                                               | Михаил Танич                           | Сергей Коржуков   |
| 8  | Позови меня в ночи              | Владимир Матецкий (24.08.2012)     | Денис Майданов                                                   | Илья Резник                            | Владимир Матецкий |
| 9  | Снег                            | Филипп Киркоров (29.04.2012)       | Ирина Билык и Филипп Киркоров                                    | Ирина Билык                            | Ирина Билык       |
| 10 | Синяя вечность                  | Муслим Магомаев (11.11.2011)       | Тамара Гвердцители и запись исполнения песни Муслимом Магомаевым | Геннадий Козловский                    | Муслим Магомаев   |

В этом выпуске вновь прозвучали песни-победители всех выпусков третьего сезона. После СМС-голосования телезрителей была определена песня, которая выиграла третий сезон: «Синяя вечность» из репертуара Муслима Магомаева в исполнении Тамары Гвердцители (Слова: Геннадий Козловский, Музыка: Муслим Магомаев). Второе место заняла песня «Есть только миг», которая стала победителем первого сезона. На третьем месте оказалась песня «Банька» Владимира Высоцкого.

## Четвёртый сезон

### Песни из репертуара Анны Герман (16 сентября 2012)
| №  | Название               | Исполнитель на проекте | Автор слов                                                           | Автор музыки                     |
| -- | ---------------------- | --- | -------------------------------------------------------------------- | -------------------------------- |
| 1  | Когда цвели сады       | запись исполнения песни Анной Герман | Михаил Рябинин                                                       | Владимир Шаинский                |
| 2  | Случайность            | Сосо Павлиашвили | Евгений Долматовский                                                 | Алексей Экимян                   |
| 3  | Я жду весну            | Таисия Повалий | Андрей Дементьев                                                     | Евгений Мартынов                 |
| 4  | Гори, гори, моя звезда | Александр Малинин | Владимир Чуевский                                                    | Пётр Булахов                     |
| 5  | Всё, что было          | Зара | Ярослав Кукульский и Я. Славинский (русский текст Игорь Кохановский) | Кшиштоф Цвинар                   |
| 6  | Белая черёмуха         | группа «Фабрика» | Александр Жигарев                                                    | Вячеслав Добрынин                |
| 7  | Катюша                 | Жасмин | Михаил Исаковский                                                    | Матвей Блантер                   |
| 8  | А он мне нравится      | Анне Вески | Александр Жигарев                                                    | Владимир Шаинский                |
| 9  | Весна                  | ансамбль «Песни нашего века» | Людмила Иванова и Валерий Миляев                                     | Людмила Иванова и Валерий Миляев |
| 10 | Колыбельная            | Валерия | Михаил Исаковский                                                    | Матвей Блантер                   |
| 11 | Эхо любви              | Лев Лещенко и запись исполнения песни Анной Герман | Роберт Рождественский                                                | Евгений Птичкин                  |
| 12 | Надежда                | Лев Лещенко, а также Зара, Анне Вески, Таисия Повалий, группа «Фабрика», Валерия, Александр Малинин, Лидия Козлова, Сосо Павлиашвили, Бедрос Киркоров, Стахан Рахимов, Галина Хомчик, Галина Ненашева и Юрий Николаев | Николай Добронравов                                                  | Александра Пахмутова             |

### Песни Владимира Шаинского (28 сентября 2012)
| №  | Название                             | Исполнитель на проекте                                                               | Автор слов             | Автор музыки      |
| -- | ------------------------------------ | ------------------------------------------------------------------------------------ | ---------------------- | ----------------- |
| 1  | Родительский дом                     | Владимир Шаинский, Николай Гнатюк и ансамбль «Непоседы»                              | Михаил Рябинин         | Владимир Шаинский |
| 2  | Дрозды                               | Иосиф Кобзон и группа «Республика»                                                   | Сергей Островой        | Владимир Шаинский |
| 3  | Лада                                 | Ренат Ибрагимов                                                                      | Михаил Пляцковский     | Владимир Шаинский |
| 4  | Когда цвели сады                     | Татьяна Буланова                                                                     | Михаил Рябинин         | Владимир Шаинский |
| 5  | Улыбка (Песенка енота)               | Сосо Павлиашвили                                                                     | Михаил Пляцковский     | Владимир Шаинский |
| 6  | Не плачь, девчонка                   | Влад Соколовский и Академический ансамбль песни и пляски внутренних войск МВД России | Владимир Харитонов     | Владимир Шаинский |
| 7  | Идёт солдат по городу                | Лайма Вайкуле и группа «A'cappella ExpreSSS»                                         | Михаил Танич           | Владимир Шаинский |
| 8  | Детектив                             | Валдис Пельш и Алексей Кортнев                                                       | Михаил Танич           | Владимир Шаинский |
| 9  | Песня Чебурашки                      | группа «Billy's Band»                                                                | Эдуард Успенский       | Владимир Шаинский |
| 10 | День рождения (Песня крокодила Гены) | Александр Олешко                                                                     | Александр Тимофеевский | Владимир Шаинский |
| 11 | Голубой вагон                        | группа «A'cappella ExpreSSS» и ансамбль «Непоседы»                                   | Эдуард Успенский       | Владимир Шаинский |

### Песни Игоря Талькова (11 ноября 2012)
| №  | Название                   | Исполнитель на проекте                                           | Автор слов    | Автор музыки   |
| -- | -------------------------- | ---------------------------------------------------------------- | ------------- | -------------- |
| 1  | Россия                     | Александр Маршал                                                 | Игорь Тальков | Игорь Тальков  |
| 2  | Господа демократы          | Денис Майданов                                                   | Игорь Тальков | Игорь Тальков  |
| 3  | Летний дождь               | группа «А’Студио»                                                | Игорь Тальков | Игорь Тальков  |
| 4  | Уеду                       | Александр Буйнов                                                 | Игорь Тальков | Игорь Тальков  |
| 5  | Моя любовь                 | Александр Иванов и группа «Рондо»                                | Игорь Тальков | Игорь Тальков  |
| 6  | Звезда                     | Юлия Савичева                                                    | Игорь Тальков | Игорь Тальков  |
|    | Этот мир                   | Игорь Тальков-младший и Азиза                                    | Игорь Тальков | Игорь Тальков  |
| 7  | Чистые пруды               | Дмитрий Колдун                                                   | Леонид Фадеев | Давид Тухманов |
| 8  | Бывший подъесаул           | Ольга Кормухина                                                  | Игорь Тальков | Игорь Тальков  |
| 9  | Я приглашу на танец память | Валерий Леонтьев                                                 | Игорь Тальков | Игорь Тальков  |
| 10 | Я вернусь                  | Игорь Тальков-младший и запись исполнения песни Игорем Тальковым | Игорь Тальков | Игорь Тальков  |

### Песни на стихи Леонида Дербенёва (25 ноября 2012)
| №  | Название                           | Исполнитель на проекте | Автор слов                                     | Автор музыки      |
| -- | ---------------------------------- | --- | ---------------------------------------------- | ----------------- |
| 1  | Разговор со счастьем               | Николай Басков | Леонид Дербенёв                                | Александр Зацепин |
| 2  | У моря, у синего моря              | группа «Фабрика» | Токико Иватани (русский текст Леонид Дербенёв) | Хироси Миягава    |
| 3  | Остров невезения                   | Дмитрий Харатьян | Леонид Дербенёв                                | Александр Зацепин |
|    | Хэллоу, Америка! (припев)          | Дмитрий Харатьян | Леонид Дербенёв                                | Александр Зацепин |
| 4  | Ищу тебя                           | Виктория Дайнеко | Леонид Дербенёв                                | Александр Зацепин |
| 5  | Зурбаган                           | Владимир Пресняков и Наталья Подольская | Леонид Дербенёв                                | Юрий Чернавский   |
| 6  | Гадалка                            | Юлия Зимина | Леонид Дербенёв                                | Максим Дунаевский |
| 7  | Помоги мне                         | Жанна Фриске, Александр Ревва и группа «Отель Атлантик» | Леонид Дербенёв                                | Александр Зацепин |
| 8  | Ты на свете есть                   | Кристина Орбакайте | Леонид Дербенёв                                | Марк Минков       |
| 9  | А нам всё равно (Песня про зайцев) | группа «Zdob și Zdub» | Леонид Дербенёв                                | Александр Зацепин |
| 10 | Есть только миг                    | Евгений Дятлов | Леонид Дербенёв                                | Александр Зацепин |
| 11 | Живи, страна                       | Маша Распутина и Хор ансамбля песни и пляски военно-воздушных войск | Леонид Дербенёв                                | Игорь Матета      |
| 12 | Льётся музыка                      | Вячеслав Добрынин, а также группа «Фабрика», Дмитрий Харатьян, Юлия Зимина, Кристина Орбакайте, Максим Дунаевский, Аркадий Инин, Сергей Беликов, Юрий Николаев и Виктория Дайнеко | Леонид Дербенёв                                | Вячеслав Добрынин |

Песня «Есть только миг» заняла третье место по итогам сезона.

### Песни из репертуара Льва Лещенко (10 февраля 2013)
| №  | Название                   | Исполнитель на проекте | Автор слов            | Автор музыки         |
| -- | -------------------------- | --- | --------------------- | -------------------- |
| 1  | Ни минуты покоя            | Лев Лещенко | Леонид Дербенёв       | Вячеслав Добрынин    |
| 2  | Притяжение земли           | Дмитрий Колдун | Роберт Рождественский | Давид Тухманов       |
| 3  | Родительский дом           | Алёна Апина, Варвара, Ольга Сергеева и ансамбль «Непоседы»                                                                                | Михаил Рябинин        | Владимир Шаинский    |
| 4  | Не плачь, девчонка         | группа «Чай вдвоём» и Академический ансамбль песни и пляски внутренних войск МВД России                                                   | Владимир Харитонов    | Владимир Шаинский    |
| 5  | Татьянин день              | Алексей Чумаков | Наум Олев             | Юрий Саульский       |
| 6  | Нам не жить друг без друга | Лев Лещенко и Лолита Милявская | Николай Добронравов   | Александра Пахмутова |
| 7  | Городские цветы            | Максим Леонидов | Леонид Дербенёв       | Максим Дунаевский    |
| 8  | До свиданья, Москва        | Дима Билан и Полина Гагарина | Николай Добронравов   | Александра Пахмутова |
| 9  | За того парня              | Александр Маршал | Роберт Рождественский | Марк Фрадкин         |
| 10 | День Победы                | Лев Лещенко и Академический ансамбль песни и пляски внутренних войск МВД России                                                           | Владимир Харитонов    | Давид Тухманов       |
| 11 | Соловьиная роща            | Владимир Винокур, Лев Лещенко и артисты Театра пародий Владимира Винокура                                                                 | Анатолий Поперечный   | Давид Тухманов       |
| 12 | Прощай                     | Лев Лещенко, Вячеслав Добрынин, а также Дмитрий Колдун, группа «Чай вдвоём», Дима Билан, Полина Гагарина, Алексей Чумаков и Юрий Николаев | Леонид Дербенёв       | Вячеслав Добрынин    |

Песня «День Победы» стала победителем этого сезона.

### Песни из репертуара Аллы Пугачёвой (19 апреля 2013)
| №  | Название                                   | Исполнитель на проекте       | Автор слов          | Автор музыки       |
| -- | ------------------------------------------ | ---------------------------- | ------------------- | ------------------ |
| 1  | Арлекино                                   | Максим Галкин                | Борис Баркас        | Эмил Димитров      |
| 2  | Расскажите, птицы                          | Игорь Николаев               | Игорь Николаев      | Игорь Николаев     |
| 3  | Без меня                                   | Филипп Киркоров              | Илья Резник         | Раймонд Паулс      |
| 4  | Миллион алых роз                           | Ани Лорак                    | Андрей Вознесенский | Раймонд Паулс      |
| 5  | Белая панама                               | Кристина Орбакайте           | Леонид Дербенёв     | Юрий Чернавский    |
| 6  | Не отрекаются любя                         | Дима Билан                   | Вероника Тушнова    | Марк Минков        |
| 7  | На Тихорецкую                              | группа «Город 312»           | Михаил Львовский    | Микаэл Таривердиев |
| 8  | Золотая карусель (Белые цветы)             | Владимир и Софья Кузьмины    | Татьяна Артемьева   | Владимир Кузьмин   |
| 9  | Паромщик                                   | Таисия Повалий               | Николай Зиновьев    | Игорь Николаев     |
| 10 | Песенка про меня (Так же, как все)         | группа «А’Студио»            | Леонид Дербенёв     | Александр Зацепин  |
| 11 | Как тревожен этот путь                     | Ольга Кормухина              | Илья Резник         | Алла Пугачёва      |
| 12 | Ты на свете есть                           | Рим                          | Леонид Дербенёв     | Марк Минков        |
| 13 | Позови меня с собой                        | Татьяна Буланова             | Татьяна Снежина     | Татьяна Снежина    |
| 14 | Монолог (Уж сколько их упало в эту бездну) | Лолита Милявская             | Марина Цветаева     | Марк Минков        |
| 15 | Этот мир                                   | Владимир и Никита Пресняковы | Леонид Дербенёв     | Александр Зацепин  |

### Песни на стихи Андрея Дементьева (3 мая 2013)
| №  | Название           | Исполнитель на проекте                           | Автор слов       | Автор музыки     |
| -- | ------------------ | ------------------------------------------------ | ---------------- | ---------------- |
| 1  | Отчий дом          | Лев Лещенко и ансамбль «Непоседы»                | Андрей Дементьев | Евгений Мартынов |
| 2  | Я жду весну        | Таисия Повалий                                   | Андрей Дементьев | Евгений Мартынов |
| 3  | Алёнушка           | группа «Кватро»                                  | Андрей Дементьев | Евгений Мартынов |
| 4  | Баллада о матери   | Татьяна Буланова                                 | Андрей Дементьев | Евгений Мартынов |
| 5  | Письмо отца        | Александр Маршал                                 | Андрей Дементьев | Евгений Мартынов |
| 6  | Я тебя рисую       | Марк Тишман                                      | Андрей Дементьев | Раймонд Паулс    |
| 7  | Новогодние игрушки | Жасмин                                           | Андрей Дементьев | Аркадий Хоралов  |
| 8  | Каскадёры          | группа «Земляне»                                 | Андрей Дементьев | Владимир Мигуля  |
| 9  | Яблоки на снегу    | Михаил Муромов и группа «Иванушки International» | Андрей Дементьев | Михаил Муромов   |
| 10 | Лебединая верность | Тамара Гвердцители                               | Андрей Дементьев | Евгений Мартынов |

### Песни Алексея Рыбникова (9 июня 2013)
| №  | Название                                           | Исполнитель на проекте                                                     | Автор слов                                  | Автор музыки     |
| -- | -------------------------------------------------- | -------------------------------------------------------------------------- | ------------------------------------------- | ---------------- |
| 1  | Последняя поэма                                    | группа «Ялла»                                                              | Рабиндранат Тагор (перевод: Аделина Адалис) | Алексей Рыбников |
| 2  | Бу-ра-ти-но                                        | Нюша, Дмитрий Колдун, Доминик Джокер Дмитрий Бикбаев и ансамбль «Непоседы» | Юрий Энтин                                  | Алексей Рыбников |
| 3  | Белый шиповник                                     | Полина Гагарина                                                            | Андрей Вознесенский                         | Алексей Рыбников |
| 4  | Песня Красной шапочки                              | Глюк’oZa                                                                   | Юлий Ким                                    | Алексей Рыбников |
| 5  | Звезда                                             | Дмитрий Колдун                                                             | Константин Арсенев                          | Алексей Рыбников |
| 6  | Ты мне веришь или нет?                             | Дмитрий Маликов и Стефания Маликова                                        | Игорь Кохановский                           | Алексей Рыбников |
| 7  | Ария Звезды                                        | Валерия Ланская                                                            | Павел Грушко                                | Алексей Рыбников |
| 8  | Песня кота Базилио и лисы Алисы                    | Александр Ревва и Ева Польна                                               | Булат Окуджава                              | Алексей Рыбников |
| 9  | Романс морских офицеров (Я тебя никогда не забуду) | Зара, Дмитрий Певцов и группа «Картуш»                                     | Андрей Вознесенский                         | Алексей Рыбников |
| 10 | Аллилуйя любви                                     | Труппа театра Алексея Рыбникова                                            | Андрей Вознесенский                         | Алексей Рыбников |

Песня «Романс морских офицеров» заняла второе место по итогам сезона.

### Финал четвёртого сезона (12 июня 2013)
| № | Название                                           | Фрагмент выпуска               | Исполнитель на проекте                                                          | Автор слов            | Автор музыки      |
| - | -------------------------------------------------- | ------------------------------ | ------------------------------------------------------------------------------- | --------------------- | ----------------- |
| 1 | Есть только миг                                    | Леонид Дербенёв (25.11.2012)   | Евгений Дятлов                                                                  | Леонид Дербенёв       | Александр Зацепин |
| 2 | Эхо любви                                          | Анна Герман (16.09.2012)       | Лев Лещенко и запись исполнения песни Анной Герман                              | Роберт Рождественский | Евгений Птичкин   |
| 3 | Когда цвели сады                                   | Владимир Шаинский (28.09.2012) | Татьяна Буланова                                                                | Михаил Рябинин        | Владимир Шаинский |
| 4 | Лебединая верность                                 | Андрей Дементьев (03.05.2013)  | Тамара Гвердцители                                                              | Андрей Дементьев      | Евгений Мартынов  |
| 5 | Романс морских офицеров (Я тебя никогда не забуду) | Алексей Рыбников (09.06.2013)  | Зара, Дмитрий Певцов и группа «КарТуш»                                          | Андрей Вознесенский   | Алексей Рыбников  |
| 6 | Я вернусь                                          | Игорь Тальков (11.11.2012)     | Игорь Тальков-младший и запись исполнения песни Игорем Тальковым                | Игорь Тальков         | Игорь Тальков     |
| 7 | Без меня                                           | Алла Пугачёва (19.04.2013)     | Филипп Киркоров                                                                 | Илья Резник           | Раймонд Паулс     |
| 8 | День Победы                                        | Лев Лещенко (10.02.2013)       | Лев Лещенко и Академический ансамбль песни и пляски внутренних войск МВД России | Владимир Харитонов    | Давид Тухманов    |

В этом выпуске вновь прозвучали песни-победители всех выпусков четвёртого сезона. После СМС-голосования телезрителей была определена песня, которая выиграла четвёртый сезон: «День Победы» из репертуара Льва Лещенко в исполнении Льва Лещенко (Слова: Владимир Харитонов, Музыка: Давид Тухманов). Второе место заняла песня «Романс морских офицеров» Алексея Рыбникова. На третьем месте оказалась песня «Есть только миг» на стихи Леонида Дербенёва (эта песня была также победителем первого сезона, и заняла второе место в третьем).

## Пятый сезон

### Песни из репертуара Ирины Аллегровой (22 сентября 2013)
| №  | Название              | Исполнитель на проекте                                                            | Автор слов         | Автор музыки     |
| -- | --------------------- | --------------------------------------------------------------------------------- | ------------------ | ---------------- |
| 1  | Свадебные цветы       | Ирина Аллегрова                                                                   | Игорь Николаев     | Игорь Крутой     |
| 2  | Незаконченный роман   | Дима Билан и Ирина Аллегрова                                                      | Константин Арсенев | Игорь Крутой     |
| 3  | Императрица           | Любовь Успенская                                                                  | Игорь Николаев     | Игорь Николаев   |
| 4  | Миражи                | Филипп Киркоров                                                                   | Игорь Николаев     | Игорь Николаев   |
| 5  | Младший лейтенант     | Ирина Дубцова и Академический ансамбль песни и пляски внутренних войск МВД России | Игорь Николаев     | Игорь Николаев   |
| 6  | Странник              | Глюк’oZa                                                                          | Игорь Николаев     | Игорь Николаев   |
| 7  | Привет, Андрей        | Наташа Королёва                                                                   | Игорь Николаев     | Игорь Николаев   |
| 8  | Угонщица              | Анита Цой                                                                         | Лариса Рубальская  | Виктор Чайка     |
| 9  | Фотография 9х12       | Татьяна Буланова                                                                  | Игорь Николаев     | Игорь Николаев   |
| 10 | Не верю               | Александр Иванов и Ольга Кормухина                                                | Елена Стюф         | Виктор Дробыш    |
| 11 | Я тучи разведу руками | Юлия Савичева                                                                     | Илья Резник        | Игорь Крутой     |
| 12 | День рождения         | Ирина Аллегрова и группа «Иванушки International»                                 | Евгений Муравьёв   | Алексей Гарнизов |

### Песни Давида Тухманова (6 октября 2013)
| №  | Название                   | Исполнитель на проекте                                                           | Автор слов                                | Автор музыки   |
| -- | -------------------------- | -------------------------------------------------------------------------------- | ----------------------------------------- | -------------- |
| 1  | Мой адрес — Советский Союз | ВИА «Самоцветы»                                                                  | Владимир Харитонов                        | Давид Тухманов |
| 2  | Я люблю тебя, Россия       | Иосиф Кобзон и Академический ансамбль песни и пляски внутренних войск МВД России | Михаил Ножкин                             | Давид Тухманов |
|    | Последняя электричка       | Михаил Ножкин и Давид Тухманов                                                   | Михаил Ножкин                             | Давид Тухманов |
| 3  | Соловьиная роща            | Лев Лещенко                                                                      | Анатолий Поперечный                       | Давид Тухманов |
| 4  | Эти глаза напротив         | Филипп Киркоров                                                                  | Татьяна Сашко                             | Давид Тухманов |
| 5  | Напрасные слова            | Валерия и Давид Тухманов                                                         | Лариса Рубальская                         | Давид Тухманов |
| 6  | Из вагантов                | Игорь Иванов                                                                     | Неизвестный автор (перевод: Лев Гинзбург) | Давид Тухманов |
| 7  | Восточная песня            | Сосо Павлиашвили                                                                 | Онегин Гаджикасимов                       | Давид Тухманов |
| 8  | Ночь                       | Николай Носков                                                                   | Владимир Маяковский                       | Давид Тухманов |
| 9  | Чистые пруды               | Севара Назархан                                                                  | Леонид Фадеев                             | Давид Тухманов |
| 10 | День Победы                | Лев Лещенко и Академический ансамбль песни и пляски внутренних войск МВД России  | Владимир Харитонов                        | Давид Тухманов |
| 11 | Как прекрасен этот мир     | Алсу, Глеб Матвейчук и ансамбль «Непоседы»                                       | Владимир Харитонов                        | Давид Тухманов |

### Песни из репертуара Марка Бернеса (4 ноября 2013)
| №  | Название                 | Исполнитель на проекте                                                                         | Автор слов                             | Автор музыки        |
| -- | ------------------------ | ---------------------------------------------------------------------------------------------- | -------------------------------------- | ------------------- |
| 1  | Тёмная ночь              | Александр Михайлов и Запись исполнения песни Марком Бернесом                                   | Владимир Агатов                        | Никита Богословский |
| 2  | Шаланды, полные кефали   | Лариса Долина                                                                                  | Владимир Агатов                        | Никита Богословский |
| 3  | Любимый город            | Лев Лещенко                                                                                    | Евгений Долматовский                   | Никита Богословский |
| 4  | Три года ты мне снилась  | Александр Маршал и Жасмин                                                                      | Алексей Фатьянов                       | Никита Богословский |
| 5  | С чего начинается Родина | Ренат Ибрагимов                                                                                | Михаил Матусовский                     | Вениамин Баснер     |
| 6  | Москвичи                 | Элина Быстрицкая                                                                               | Евгений Винокуров                      | Андрей Эшпай        |
| 7  | Течёт река Волга         | Надежда Бабкина и ансамбль «Русская песня»                                                     | Лев Ошанин                             | Марк Фрадкин        |
| 8  | Я работаю волшебником    | Александр Олешко                                                                               | Лев Ошанин                             | Эдуард Колмановский |
| 9  | На безымянной высоте     | группа «Город 312»                                                                             | Михаил Матусовский                     | Вениамин Баснер     |
| 10 | Журавли                  | Иосиф Кобзон и Академический ансамбль песни и пляски внутренних войск МВД России               | Расул Гамзатов (перевод: Наум Гребнев) | Ян Френкель         |
| 11 | Я люблю тебя, жизнь      | Дмитрий Харатьян, Лидия Козлова, Надежда Бабкина, Город 312, Ренат Ибрагимов, Александр Маршал | Константин Ваншенкин                   | Эдуард Колмановский |

### Песни из репертуара Джо Дассена (10 марта 2014)
| №  | Название                                        | Исполнитель на проекте                                                   | Автор слов                                                | Автор музыки                                     |
| -- | ----------------------------------------------- | ------------------------------------------------------------------------ | --------------------------------------------------------- | ------------------------------------------------ |
| 1  | Salut / Привет!                                 | Лайма Вайкуле, Александр Буйнов и запись в исполнении песни Джо Дассеном | Пьер Деланоэ и Клод Лемель                                | Тото Кутуньо, Лосито Паскуале и Вито Паллавичини |
| 2  | À toi                                           | Евгений Дятлов                                                           | Пьер Деланоэ и Клод Лемель                                | Джо Дассен и Жан Бодло                           |
| 3  | Siffler sur la colline / Свистеть на холме      | Валерий Сюткин                                                           | Франк Тома и Жан-Мишель Рива (русский текст Павел Ватник) | Лоренцо Пилат, Даниэле Паче и Марио Панцеры      |
| 4  | L'été Indien / Бабье лето                       | Александр Маршал и Мария Воронова                                        | Пьер Деланоэ и Клод Лемель                                | Тото Кутуньо, Лосито Паскуале и Вито Паллавичини |
| 5  | Et si tu n’existais pas                         | Лев Лещенко                                                              | Пьер Деланоэ и Клод Лемель                                | Тото Кутуньо, Лосито Паскуале и Вито Паллавичини |
| 6  | Ça va pas changer le monde / Это не изменит мир | Марк Тишман и Зара                                                       | Джо Дассен, Пьер Деланоэ и Клод Лемель                    | Пино Массара и Вито Паллавичини                  |
| 7  | Taka Takata                                     | Тимур Родригез                                                           | Ришель Дассен и Клод Лемель                               | Ал Верлен                                        |
| 8  | L’Amerique / Америка / Толстый Карлсон          | Сергей Крылов и Пьер Нарциcc                                             | Клод Лемель (русский текст Илья Резник)                   | Джефф Кристи                                     |
| 9  | Si tu t’appelles mélancolie                     | Тамара Гвердцители                                                       | Пьер Деланоэ и Клод Лемель                                | Майк Шепстоун и Питер Диббенс                    |
| 10 | Les Champs-Élysées / Елисейские поля            | Михаил Боярский                                                          | Пьер Деланоэ                                              | Майк Уилш и Майк Деган                           |

### Песни из репертуара Валерия Леонтьева (30 апреля 2014)
| №  | Название                | Исполнитель на проекте | Автор слов          | Автор музыки       |
| -- | ----------------------- | --- | ------------------- | ------------------ |
| 1  | Светофор (Зеленый свет) | Валерий Леонтьев | Николай Зиновьев    | Раймонд Паулс      |
| 2  | Вернисаж                | Евгений Дятлов и Диана Арбенина                                                                                           | Илья Резник         | Раймонд Паулс      |
|    | Ты дарила мне розы      | Диана Арбенина и Валерий Леонтьев                                                                                         | Диана Арбенина      | Диана Арбенина     |
| 3  | Куда уехал цирк?        | Лариса Долина | Вадим Левин         | Владимир Быстряков |
| 4  | Маргарита               | группа «Uma2rmaH» | Александр Маркевич  | Юрий Чернавский    |
| 5  | Сокровища Чёрного моря  | Валерий Леонтьев | Константин Арсенев  | Игорь Крутой       |
| 6  | Полёт на дельтаплане    | Глеб Матвейчук и Анастасия Спиридонова                                                                                    | Николай Зиновьев    | Эдуард Артемьев    |
| 7  | Полюбите пианиста       | Лайма Вайкуле | Андрей Вознесенский | Раймонд Паулс      |
| 8  | Ягодка                  | группа «Иванушки International»                                                                                           | Николай Денисов     | Владимир Евзеров   |
| 9  | Там, в сентябре         | Ольга Кормухина | Леонид Дербенев     | Давид Тухманов     |
| 10 | Ты меня не забывай      | Валерий Леонтьев, Лариса Долина, группа «Uma2rmaH», Анастасия Спиридонова, Глеб Матвейчук, Руслан Горобец, Анжелика Варум | Павел Жагун         | Руслан Горобец     |

### Песни на стихи Расула Гамзатова (17 августа 2014)
| №  | Название              | Исполнитель на проекте        | Автор слов                                     | Автор музыки        |
| -- | --------------------- | ----------------------------- | ---------------------------------------------- | ------------------- |
| 1  | Берегите друзей       | Иосиф Кобзон                  | Расул Гамзатов (перевод Наум Гребнев)          | Павел Аедоницкий    |
| 2  | Долалай               | Полад Бюльбюль-оглы           | Расул Гамзатов (перевод Яков Козловский)       | Полад Бюльбюль-оглы |
| 3  | Исчезли солнечные дни | Валерий Леонтьев              | Расул Гамзатов (перевод Елена Николаевская)    | Раймонд Паулс       |
| 4  | Есть глаза у цветов   | группа «Цветы»                | Расул Гамзатов (перевод Яков Козловский)       | Оскар Фельцман      |
| 5  | Колыбельная           | Александр и Никита Поздняковы | Расул Гамзатов (перевод Наум Гребнев)          | Оскар Фельцман      |
| 6  | Мой бубен             | Тамара Гвердцители            | Расул Гамзатов (перевод Яков Козловский)       | Алексей Экимян      |
| 7  | Разве тот мужчина?    | Методие Бужор                 | Расул Гамзатов (перевод Яков Козловский)       | Оскар Фельцман      |
| 8  | Пожелание             | Лев Лещенко                   | Расул Гамзатов (перевод Наум Гребнев)          | Алексей Экимян      |
| 9  | Журавли               | Александр Малинин             | Расул Гамзатов (перевод Наум Гребнев)          | Ян Френкель         |
| 10 | Я тебя не забуду      | Юрий Антонов                  | Расул Гамзатов (перевод Роберт Рождественский) | Юрий Антонов        |

В конце программы прозвучала песня на родном языке Расула Гамзатова в исполнении вокальной группы государственного ансамбля Дагестана и государственного академического заслуженного ансамбля танца «Лезгинка»
В пятом сезоне финальный выпуск не проводился, лучшая песня не определялась.

## Шестой сезон

### Песни на стихи Андрея Вознесенского (12 сентября 2015)
| №  | Название                  | Исполнитель на проекте             | Автор слов          | Автор музыки     |
| -- | ------------------------- | ---------------------------------- | ------------------- | ---------------- |
| 1  | Миллион алых роз          | Ани Лорак                          | Андрей Вознесенский | Раймонд Паулс    |
| 2  | Верни мне музыку          | Сергей Волчков                     | Андрей Вознесенский | Арно Бабаджанян  |
| 3  | Танец на барабане         | Витас                              | Андрей Вознесенский | Раймонд Паулс    |
| 4  | Белый шиповник            | Полина Гагарина                    | Андрей Вознесенский | Алексей Рыбников |
| 5  | Подберу музыку            | Интарс Бусулис                     | Андрей Вознесенский | Раймонд Паулс    |
| 6  | Плачет девочка в автомате | группа «Uma2rmaH»                  | Андрей Вознесенский | Оскар Фельцман   |
| 7  | Песня на бис              | Дима Билан                         | Андрей Вознесенский | Раймонд Паулс    |
| 8  | Я тебя никогда не забуду  | Тамара Гвердцители и Дмитрий Дюжев | Андрей Вознесенский | Алексей Рыбников |
| 9  | Полюбите пианиста         | Лайма Вайкуле и Сергей Жилин       | Андрей Вознесенский | Раймонд Паулс    |
| 10 | Затменье сердца           | Валерий Леонтьев                   | Андрей Вознесенский | Раймонд Паулс    |
| 11 | Алиллуйя любви            | Театр Алексея Рыбникова            | Андрей Вознесенский | Алексей Рыбников |

### Песни из репертуара Михаила Боярского (19 сентября 2015)
| №  | Название            | Исполнитель на проекте            | Автор слов                        | Автор музыки                      |
| -- | ------------------- | --------------------------------- | --------------------------------- | --------------------------------- |
| 1  | Спасибо, родная     | Михаил Боярский                   | Виктор Резников и Алексей Римицан | Виктор Резников                   |
| 2  | Сяду в скорый поезд | Дмитрий Колдун                    | Леонид Дербенёв                   | Борис Емельянов                   |
| 3  | Ап (Дрессировщик)   | Сосо Павлиашвили                  | Игорь Шаферан                     | Юрий Маликов и Владимир Пресняков |
| 4  | Всё пройдёт         | Сергей Трофимов и Зара            | Леонид Дербенёв                   | Максим Дунаевский                 |
| 5  | Рыжий конь          | группа «Иванушки International»   | Леонид Дербенёв                   | Вячеслав Добрынин                 |
| 6  | Городские цветы     | Александр Иванов и группа «Рондо» | Леонид Дербенёв                   | Максим Дунаевский                 |
| 7  | Ланфрен-ланфра      | Дмитрий Харатьян                  | Юрий Ряшенцев                     | Виктор Лебедев                    |
| 8  | Дворик              | Николай Расторгуев                | Виктор Резников и Юрий Бодров     | Виктор Резников                   |
| 9  | Остров детства      | Дмитрий Певцов и группа «КарТуш»  | Михаил Рябинин                    | Оскар Фельцман                    |
| 10 | Песня мушкетёров    | Михаил Боярский                   | Юрий Ряшенцев                     | Максим Дунаевский                 |

### Песни из репертуара Григория Лепса (26 сентября 2015)
| №  | Название             | Исполнитель на проекте          | Автор слов                                                 | Автор музыки                                               |
| -- | -------------------- | ------------------------------- | ---------------------------------------------------------- | ---------------------------------------------------------- |
| 1  | Самый лучший день    | Григорий Лепс                   | Лев Шапиро                                                 | Лев Шапиро                                                 |
| 2  | Натали               | Николай Басков                  | Анатолий Долженков                                         | Евгений Кобылянский                                        |
| 3  | Она не твоя          | группа «А'Студио» и Валерия     | Виктор Дробыш и Константин Арсенев                         | Виктор Дробыш                                              |
| 4  | Вьюга                | Сергей Лазарев                  | Евгений Захаров                                            | Филипп Писарев                                             |
| 5  | Зеркала              | Ани Лорак и Интарс Бусулис      | Леонид Молочник, Алексей Золотарёв и Константин Костомаров | Леонид Молочник, Алексей Золотарёв и Константин Костомаров |
| 6  | Я тебя не люблю      | Дима Билан                      | Константин Арсенев                                         | Виктор Дробыш                                              |
| 7  | Водопадом            | Полина Гагарина                 | Павел Евлахов                                              | Павел Евлахов                                              |
| 8  | Обернитесь           | Валерий Меладзе и Эмин Агаларов | Константин Меладзе                                         | Константин Меладзе                                         |
| 9  | Лондон               | Григорий Лепс и Лолита          | Григорий Лепс и Тимур Юнусов                               | Григорий Лепс и Тимур Юнусов                               |
| 10 | Рюмка водки на столе | Ирина Аллегрова                 | Евгений Григорьев                                          | Евгений Григорьев                                          |
| 11 | Я счастливый         | Григорий Лепс                   | Юрий Паренко                                               | Дмитрий Дубинский                                          |

### Песни из репертуара Людмилы Гурченко (14 ноября 2015)
| №  | Название                     | Исполнитель на проекте               | Автор слов           | Автор музыки         |
| -- | ---------------------------- | ------------------------------------ | -------------------- | -------------------- |
| 1  | Пять минут                   | Валерия                              | Владимир Лифшиц      | Анатолий Лепин       |
| 2  | Когда мы были молодые        | Анита Цой                            | Юнна Мориц           | Сергей Никитин       |
| 3  | Московские окна              | Александр Олешко                     | Михаил Матусовский   | Тихон Хренников      |
| 4  | Живём мы что-то без азарта   | Екатерина Гусева                     | Эльдар Рязанов       | Андрей Петров        |
| 5  | Нет, мой милый               | Варвара Визбор                       | Евгений Долматовский | Марк Фрадкин         |
|    | Три года ты мне снилась      | Аслан Ахмадов и Олег Аккуратов       | Алексей Фатьянов     | Никита Богословский  |
| 6  | Петербург-Ленинград          | Стас Пьеха и Зара                    | Евгений Муравьёв     | Ким Брейтбрург       |
| 7  | Команда молодости нашей      | Лариса Долина и группа «Кватро»      | Николай Добронравов  | Александра Пахмутова |
| 8  | Песенка о хорошем настроении | Максим Аверин                        | Вадим Коростылёв     | Анатолий Лепин       |
| 9  | Молитва                      | Ольга Кормухина                      | Анатолий Доровских   | Анатолий Доровских   |
| 10 | Хочешь?                      | запись в исполнении Людмилы Гурченко | Земфира Рамазанова   | Земфира Рамазанова   |

### Песни Александра Розенбаума (21 ноября 2015)
| №  | Название                          | Исполнитель на проекте                                  | Автор слов          | Автор музыки        |
| -- | --------------------------------- | ------------------------------------------------------- | ------------------- | ------------------- |
| 1  | Налетела грусть                   | Александр Розенбаум                                     | Александр Розенбаум | Александр Розенбаум |
| 2  | Казачья                           | Александр Буйнов и Московский казачий ансамбль Вольница | Александр Розенбаум | Александр Розенбаум |
| 3  | Вальс-бостон                      | Тамара Гвердцители                                      | Александр Розенбаум | Александр Розенбаум |
| 4  | Покажите мне Москву               | Михаил Боярский                                         | Александр Розенбаум | Александр Розенбаум |
| 5  | Монолог пилота «чёрного тюльпана» | Александр Розенбаум                                     | Александр Розенбаум | Александр Розенбаум |
| 6  | По снегу                          | Диана Арбенина                                          | Александр Розенбаум | Александр Розенбаум |
| 7  | Вещая судьбы                      | Александр Маршал                                        | Александр Розенбаум | Александр Розенбаум |
| 8  | Ау                                | Александр Розенбаум и Анастасия Спиридонова             | Александр Розенбаум | Александр Розенбаум |
| 9  | Заходите к нам на огонёк          | Михаил Шуфутинский                                      | Александр Розенбаум | Александр Розенбаум |
| 10 | Гоп-стоп                          | Александр Розенбаум и Григорий Лепс                     | Александр Розенбаум | Александр Розенбаум |
| 11 | Утиная охота                      | Александр Розенбаум                                     | Александр Розенбаум | Александр Розенбаум |

### Песни Евгения Крылатова (28 ноября 2015)
| №  | Название                           | Исполнитель на проекте                                  | Автор слов         | Автор музыки     |
| -- | ---------------------------------- | ------------------------------------------------------- | ------------------ | ---------------- |
|    | Попурри из песен Евгения Крылатова | Фортепианное шоу «Bel Suono»                            |                    | Евгений Крылатов |
| 1  | Прекрасное далёко                  | Валерия, Анна Шульгина и Детский театр песни «Талисман» | Юрий Энтин         | Евгений Крылатов |
| 2  | Лесной олень                       | Мария Воронова и Александр Олешко                       | Юрий Энтин         | Евгений Крылатов |
| 3  | Серёжка ольховая                   | Иосиф Кобзон                                            | Евгений Евтушенко  | Евгений Крылатов |
| 4  | Кабы не было зимы                  | Жасмин                                                  | Эдуард Успенский   | Евгений Крылатов |
| 5  | Три белых коня                     | Алиса Кожикина                                          | Леонид Дербенёв    | Евгений Крылатов |
| 6  | Колыбельная медведицы              | Елена Ваенга                                            | Юрий Яковлев       | Евгений Крылатов |
| 7  | Песенка о шпаге                    | Дмитрий Харатьян                                        | Юрий Энтин         | Евгений Крылатов |
| 8  | Прощание с Петербургом             | Михаил Боярский                                         | Белла Ахмадулина   | Евгений Крылатов |
| 9  | Пообещайте мне любовь              | Елена Максимова и Евгений Кунгуров                      | Игорь Вознесенский | Евгений Крылатов |
| 10 | Крылатые качели                    | Алсу, Глеб Матвейчук и Детский театр песни «Талисман»   | Юрий Энтин         | Евгений Крылатов |

### Песни из репертуара Валерии (23 января 2016)
| №  | Название      | Исполнитель на проекте                  | Автор слов                            | Автор музыки                        |
| -- | ------------- | --------------------------------------- | ------------------------------------- | ----------------------------------- |
| 1  | Была любовь   | Валерия                                 | Анатолий Лопатин                      | Виктор Дробыш                       |
| 2  | Самолет       | Анна Шульгина                           | Александр Шульгин, Андрей Зуев        | Александр Шульгин                   |
| 3  | Метелица      | Натали                                  | Александр Шульгин                     | Александр Шульгин                   |
| 4  | Рига-Москва   | Стас Пьеха                              | Александр Шульгин                     | Александр Шульгин                   |
| 5  | Обычные дела  | Алсу                                    | Аркадий Славоросов                    | Александр Шульгин                   |
| 6  | Ты где-то там | группа «Город 312»                      | Александр Шульгин, Богдан Болховецкий | Александр Шульгин                   |
| 7  | Отпусти меня  | Ирина Дубцова и Игорь Крутой            | Елена Стюф                            | Игорь Крутой                        |
| 8  | По серпантину | Ксана Сергиенко                         | Максим Иванов                         | Анатолий Лопатин, Валерия Перфилова |
| 9  | Нежность моя  | Ани Лорак                               | Олег Попков                           | Виктор Дробыш                       |
| 10 | Часики        | Наталья Подольская и Владимир Пресняков | Елена Стюф                            | Виктор Дробыш                       |
| 11 | Таю           | Валерия                                 | Александр Шульгин                     | Александр Шульгин                   |

### Песни из репертуара Эдиты Пьехи (30 января 2016)
| №  | Название        | Исполнитель на проекте                | Автор слов                   | Автор музыки          |
| -- | --------------- | ------------------------------------- | ---------------------------- | --------------------- |
| 1  | Венок Дуная     | Эдита Пьеха                           | Евгений Долматовский         | Оскар Фельцман        |
| 2  | Наш сосед       | Жасмин                                | Борис Потёмкин               | Борис Потёмкин        |
| 3  | Огромное небо   | Иосиф Кобзон                          | Роберт Рождественский        | Оскар Фельцман        |
| 4  | Так уж бывает   | Людмила Сенчина и группа «Kvatro»     | Игорь Шаферан и Михаил Танич | Ян Френкель           |
| 5  | Манжерок        | Зара и Марк Тишман                    | Наум Олев                    | Оскар Фельцман        |
| 6  | Белый свет      | Тамара Гвердцители                    | Игорь Шаферан и Михаил Танич | Оскар Фельцман        |
| 7  | Мама            | Стас Пьеха                            | Олег Милявский               | Александр Броневицкий |
| 8  | Город детства   | Валерия                               | Роберт Рождественский        | Терри Гилкисон        |
| 9  | Надежда         | Лев Лещенко                           | Николай Добронравов          | Александра Пахмутова  |
| 10 | Семейный альбом | Эдита, Стас Пьеха и Илона Броневицкая | Михаил Танич                 | Давид Тухманов        |

### Песни из репертуара Андрея Миронова (7 марта 2016)
| №  | Название                                | Исполнитель на проекте              | Автор слов          | Автор музыки      |
| -- | --------------------------------------- | ----------------------------------- | ------------------- | ----------------- |
| 1  | Песня Остапа Бендера (Белеет мой парус) | Дмитрий Дюжев                       | Юлий Ким            | Геннадий Гладков  |
| 2  | Остров невезения                        | Валерий Сюткин                      | Леонид Дербенёв     | Александр Зацепин |
| 3  | Песенка о шпаге                         | Михаил Боярский                     | Юрий Энтин          | Евгений Крылатов  |
| 4  | Женюсь                                  | Сосо Павлиашвили                    | Булат Окуджава      | Исаак Шварц       |
| 5  | Ну почему ко мне ты равнодушна          | Александр Олешко                    | Михаил Матусовский  | Владимир Шаинский |
| 6  | Джон Грей                               | Тимур Родригез                      | Владимир Масс       | Матвей Блантер    |
| 7  | Жестокое танго                          | Евгений Дятлов                      | Юлий Ким            | Геннадий Гладков  |
| 8  | Полюбите пианиста                       | Лариса Долина                       | Андрей Вознесенский | Раймонд Паулс     |
| 9  | Песня министра-администратора           | Николай Басков                      | Юлий Ким            | Геннадий Гладков  |
| 10 | Прощальная песня                        | запись в исполнении Андрея Миронова | Юлий Ким            | Геннадий Гладков  |

### Песни из репертуара Ларисы Долиной (25 сентября 2016)
| №  | Название                      | Исполнитель на проекте                          | Автор слов           | Автор музыки        |
| -- | ----------------------------- | ----------------------------------------------- | -------------------- | ------------------- |
|    | Я буду жить (I Will Survive)  | Лариса Долина                                   | Дино Фекарис         | Фредди Перрен       |
| 1  | Льдинка                       | Нюша                                            | Виктор Резников      | Виктор Резников     |
| 2  | Стена                         | Хибла Герзмава                                  | Михаил Танич         | Аркадий Укупник     |
| 3  | Цветы под снегом              | Анастасия Макеева и Глеб Матвейчук              | Карен Кавалерян      | Ким Брейтбург       |
| 4  | Старый знакомый               | Елена Максимова                                 | Кирилл Крастошевский | Аркадий Укупник     |
| 5  | Любовь и одиночество          | Лариса Долина и Юлия Началова                   | Леонид Агутин        | Леонид Агутин       |
| 6  | Половинка                     | группа «А’Студио»                               | Виктор Резников      | Виктор Резников     |
| 7  | Телефонная книжка             | Лолита Милявская                                | Виктор Резников      | Виктор Резников     |
| 8  | Чёрно-белая судьба (Три розы) | Этери Бериашвили и группа «A’cappella ExpreSSS» | Сергей Соколкин      | Вадим Лоткин        |
| 9  | Затяжной прыжок               | Ольга Кормухина                                 | Алексей Римицан      | Валерий Севастьянов |
| 10 | Погода в доме                 | Лариса Долина                                   | Михаил Танич         | Руслан Горобец      |

В шестом сезоне финальный выпуск не проводился, лучшая песня не определялась.

## Награды
- В 2010 году шоу получило премию ТЭФИ в номинации «Звукорежиссёр телевизионной программы» (Андрей Пастернак)[44].
- В 2012 году шоу получило премию ТЭФИ в номинации «Музыкальная программа. Популярная музыка»[45][46].